# あひるの空
『あひるの空』（あひるのそら）は、日向武史によるバスケットボールを題材にした少年漫画。『週刊少年マガジン』2004年第2,3合併号より連載を開始した。2020年6月時点でコミックスの累計発行部数は2400万部を突破している。2019年26号の掲載を最後に長らく休載に入っている。

## あらすじ
九頭龍（くずりゅう）高校に入学した身長149cmの車谷空は、母親に誓った「高校最初のバスケの大会で優勝」の実現のためにバスケットボール部に入ろうとする。しかしバスケ部は花園百春・千秋兄弟を始めとする不良達の巣窟になっており、部活動などできる状況ではなかった。だが、しつこく食い下がる空の純粋なバスケへの熱にかつてバスケをやっていた百春、千秋たちは心動かされていく。そして空達のバスケット生活が始まった。

## 世界観
バスケットボールを題材にしたスポーツ漫画、ギャグ漫画である。物語は神奈川県川崎市が舞台となっている。これは、作者自身の住居が近所であるため、「資料集めが楽」という理由からである。スポーツ弱小校を舞台に、主人公の躍進とその成長過程が描かれる。それを取り巻くように、部員同士の不和、部員と指導者との軋轢、部員の退部、いじめなど「部活動で起こりうる問題」が取り上げられる。加えて、バスケ部員の学校生活や恋愛、心情などが繊細に描写される。更に、両親の別居・離婚、貧困など登場人物が抱える家庭の問題、登場人物の過去のトラウマなど幅広いテーマが取り上げられる。

## 登場人物
声の項はテレビアニメ版の声優。

### 九頭龍高校
市立高校→県立高校。神奈川県川崎市。通称「クズ高」。空たちが在籍している学校。部活動は全員入部制なので、真面目な部活と不真面目な部活動がある。バスケットボール部も物語の最初では不真面目な部活動であったが、空のおかげで百春がバスケットを再びするようになり、それにつられて他の人もだんだん真面目になってきた。空が入部してから、一時期たばこの処理の不始末によって部室が炎上し、部活動として認められなくなり、同好会を作って活動していた。しかし現在は、学校が出した基準を満たし新設バスケットボール部として活動している。

#### 男子バスケットボール部
車谷 空（くるまたに そら）
声 - 梶裕貴、藤原夏海（幼少期）
学年：1年4組→2年4組
身長：149.22cm（4巻）→150cm（15巻）→153.2（34巻）→155cm未満（39巻）、公称（メンバー表での表記）は160cm（40巻）
体重：39kg（4巻）→38kg（6巻）→41kg（15巻）→45kg（34巻）
足のサイズ：23.0cm
背番号：15番（丸高との練習試合では小番）
ポジション：シューティングガード→ポイントガード
バッシュ：アシックス ジャパンプロ→ナイキ エアズームフライト5→ナイキ エアズームブレイブ3
本作の主人公。3月14日生まれ。血液型AB型。好きな食べ物はカレーパン、嫌いな食べ物は野菜。母は元全日本バスケットボール選手の車谷由夏、父は九頭龍高校の教師でバスケ部監督の車谷智久。北大地中出身。
ワンハンドによる3ポイントシュートが得意だが、母親から教わったボスハンド（両手打ち）も披露している。千秋によると空はシュートに必要とされる深視力がずば抜けて高い。シュートブロックされる回数の多さを克服するために、北住の蒲地からストップ&ジャンプの技術を学んだ。坂田監督就任後はシュートモーションの大きさを指摘され、強制的に修正された。この時にクイックシュートも身に着けた。坂田の指導後は相手選手が止められない、一瞬スローモーションに見えるなどシュートの精度は更に増している。しかし、坂田によるとそれはシュートフォームが未完成の状態で相手にシュートタイミングを読みづらくさせている状況で、いわば偶然の産物である。坂田は早ければ1年以内に新しいフォームに落ち着くだろうと見ており、「全国を狙うならば恐らくチャンスは1回こっきり」と考えている。
病気の為、神奈川の国立病院に入院した母親の近くで過ごすために、九頭龍高校を受験。長野から単身で祖母の家に引っ越してきた。母親には神奈川に引っ越してきたことを内緒にしていたが、祖母が母親に話してしまった。母親の死後も長野に戻らず、九頭龍高校でバスケを続けている。
学校の成績は赤点すれすれ。
作者によるとこの作品の中で唯一「キャラクターを作ろう」と生まれたキャラクターで、作者自身が持っている素材にはないもの求めて試行錯誤しながら生み出された。「身長150cm台の高校生3Pシューター」という点は未だに疑問が払拭できておらず、最も漫画の中で動かすのに苦労するキャラクターだという。
花園 百春（はなぞの ももはる）
声 - 内田雄馬、藍原ことみ（幼少期）
学年：2年1組→3年1組
身長：189cm（4巻）→187cm、髪の毛切ったら2cm縮んだ（15巻）→189cm（34巻）
体重：72kg（4巻）→74kg（15巻）→77kg（34巻）
足のサイズ：28.5cm
背番号：4番
ポジション：センター→パワーフォワード
バッシュ：アシックス ゲルダブルII
男子バスケ部主将。1月1日生まれ。血液型A型。中原中出身。チームメイトの千秋は双子の兄。
ジャンプ力、リバウンド、ブロックで高い実力を持ち、新丸子の千葉や横浜大栄の八熊といったトッププレイヤーからも驚愕されたほど。一方で、シュートセンスがなく、レイアップやダンクシュートですら外すことがある。現在は得点できるインサイドプレーヤーになるために日々シュート力を磨いている。交流戦での北住吉戦にて、ついにフリースローを決めた。千秋によると百春は基本的に運動音痴で不器用。責任感が強く、チームの求心力として試合内外でチームを支える。本人曰く「嘘をつくことは嫌い」。
双子の兄である千秋とは風貌や性格は全く似ていない。初登場は金髪のリーゼントだったが、部室炎上事件の謹慎中に短髪にした。両親は医者で、実家で診療所を経営している。現在、両親は別居しており、父親と千秋と3人暮らし。
部室炎上事件後の謹慎期間中という厳しい精神状態だったとはいえ円を自分から振ってしまい、自己嫌悪に陥ることもあった。しかし円に彼氏ができたと思いショックを受ける。
作者によると「この漫画のキャラクターの中では一番まともな奴」。読者から最も人気の高いキャラクターの1人である。
花園 千秋（はなぞの ちあき）
声 - 小西克幸、泊明日菜（幼少期）
学年：2年4組→3年4組
身長：193cm（4巻）→194cm（34巻）
体重：90kg（4巻）→94kg（34巻）
背番号：7番
ポジション：ポイントガード→スモールフォワード/センター、（ポイントフォワード）
バッシュ：エアフォース1Mid（中学時代はエアズームフライト5）、このシューズは2年生時に丸高と練習試合の時に、勝手に千葉から借りたものである
1月1日生まれ。血液型A型。中原中出身。百春の双子の兄。趣味は格闘技、生け花。
先にバスケを始めた百春に影響されてバスケを始めた。パッサーとしての才能は天才的でチームの司令塔。スピードはないが、テクニック・反射神経・勘が優れている。チーム事情と怠け者な性格からポイントガードをしていたが、インサイドでより実力を発揮するタイプ。千葉には「アイツ以上のプレイヤーを見たことがない」と、高く評価されている。エルボーパスや曲がるパスなどトリッキーな技も活用できる。兄弟の血か千秋自身はシュートはそれほど得意ではなく、ミドル以上やフリースローは苦手としている。センター時の弱点はリズム感が良すぎて合わせやすいと茂吉に指摘を受けた。
容姿とは裏腹に格好悪いことが嫌いで、中学時代にぼろ負けしていた試合の途中で逃げ出したことがある。相手が考えていることを読み取る能力があり、「エスパー千秋」を自称する。試合中、自分を馬鹿にする旨の発言をした者には仲間だろうが観客だろうが容赦なく暴力を振るう。
どこからでもお菓子を取り出し食べていて、自分のお菓子を食べられると手が付けられなくなってしまう。昔、百春が自分のプリンを食べたと勘違いし、警察沙汰となり、百春はアバラ骨を6本折られた。その後もトビがお土産に購入してきたもみじまんじゅうを巡り部員たちを恐怖させた。特にお気に入りのお菓子はカールで、毎年誕生日には父親からカールを段ボール1箱分プレゼントされている。
天才肌で学業その他も秀でているが、その風貌のせいか異性から全くモテない。七尾に幾度か告白しているが、いつも軽くあしらわれている。腕力も強く、兄弟喧嘩で百春は勝ったことがない。
夏目 健二（なつめ けんじ）
声 - 谷山紀章、飯田友子（幼少期）
学年：1年3組→2年3組
身長：178cm（4巻）→179cm（34巻）
体重：58kg（4巻）→61kg（15巻）→64kg（34巻）→65kg（44巻）
体脂肪率：8%
足のサイズ：27.5cm
背番号：9番→11番
ポジション：スモールフォワード→シューティングガード
バッシュ：ナイキ エア・ジョーダン13
7月20日生まれ。血液型B型。広島県出身。柴倉中出身。愛称は「トビ」。いつも広島弁で話す。
類い稀なバスケットセンスを持つチームのエース。左利き。モンスターバッシュの菊川高校戦の際に右膝を負傷し、城南大学の渡瀬の治療を受けた。そのリハビリの際に体の弱点を克服する筋力トレーニングを行った。右膝は完治しているものの、雨天の際は痛みが出る。試合の時の髪型はコーンロウ。右腕には「電光石火」という文字の他、多くのタトゥーが彫られている。
昔からバスケに対して絶対的な自信とプライドを持っており、最初の頃は攻撃的な性格で協調性に欠ける面があった。そのプレイスタイルゆえに周囲との温度差に長年苦労しており、バスケ部入部直後も他の部員と対立していた。しかし、チームの成長と共に周囲に寛容になり、人間的な成長が見られるようになった。依然として辛口だが、自身をライバル視している安原の技術の向上を認めたり、茂吉にシュート指導の際に傷ついた百春を優しくフォローするなど、気づかい屋の一面も見せている。
横浜大栄の不破豹に対して、彼がクズ高に単身で乗り込んで1on1で負かされたときからライバル心を燃やしている。
幼い時に母親の不倫が原因で両親が離婚し、とび職人だった父親に引き取られる。しかし、父親が仕事中の事故で死亡。その後、母親に引き取られるも母親・継父ともども折り合いが悪く、高校生になる頃に継父の提案により神奈川の叔母の下に預けられた。中学時代からバスケの才能に恵まれ広島の強豪校・中央高校にスカウトされて進学予定だったが、これは前述の事情により頓挫した。身勝手な行動で自分と父親に迷惑をかけた母親を恨んでいたが、1年生のお盆休みに父親の墓参りの為に帰省した際に謝罪を受け、その思いは複雑なものになっている。年齢の離れた異父妹（樹里）がおり、頻繁に連絡をとったり、プレゼントを贈るなどとても可愛がっている。現在、叔父がやっているアパートに下宿している。
強面で物言いは荒っぽいが、運動神経がよく優男で女子生徒からの人気は高い。千秋とは気が合うようで、彼のことを「あんさん」と呼んでいる。
茂吉 要（しげよし かなめ）
声 - 宮野真守
学年：1年7組→2年1組
身長：198cm（15巻）
体重：73kg（15巻）→80kg（34巻）
背番号：12番（中学時代は14番）
ポジション：センター
バッシュ：主にアシックスのJAPANシリーズ
西条中出身。愛称は「モキチ」、「ノッポ」（主に夏目が呼んでいる）。
フックシュートが得意。カリーム・アブドゥル＝ジャバーのような理論上ブロック不可能なスカイフックを打つことができるが、入る確率が低く高く飛ぶのは疲れるという理由からあまりスカイフックは打てない模様。持久力不足が課題。
小学6年生で180cmに迫る身長を持ち、強豪・西条中で活躍した。それなりに名前の知れた実力者だったが、身長が高いことで周囲から過度に期待され、そのプレッシャーに耐えられず2年生の時にバスケを辞めた。「バスケも勉強も頑張らなくていいから」という理由で、西条高校には進学せず、九頭龍高校に入学した。化学部在籍時、クラスマッチでフックシュートを見せ、空たちの目を引く。そこでバスケ部への入部を勧められるも、「病気でできない」と嘘をつき、それを断った。その後、嘘をついたことを謝罪し、空と1on1で対決後、入部を認められた。
ゆっくりとした喋り方で口数も少ないが、毒舌家。無表情のままさりげなく嫌味を言ったり、自身を中傷してきた相手に対して皮肉を言ったりする。学業の成績は極めて優秀で、1年生の時の中間テストでは全教科満点をとった。百春達のためにテスト対策のプリントを作ったり、勉強を教えたりしている。
実家は建設会社を経営する資産家で、バスケゴールが設置された庭付きに豪邸に住んでいる。さゆり（声 - 種﨑敦美）という姉と弟がいる。クズ高とは別の地区から電動自転車で通学している。
安原 真一（やすはら しんいち）
声 - 八代拓
学年：2年→3年
身長：181cm（4巻）
体重：58kg（4巻）→65kg（15巻）
背番号：5番
ポジション：スモールフォワード
バッシュ：ナイキ エアジョーダン12
麻生中出身。愛称は「ヤス」。
誕生日12月8日、血液型A型。バスケ部が活動再開するまでバスケット経験はなかったが、運動神経がよく上達が早い。同じ時期にバスケを始めた鍋島や茶木よりも出場機会が多く、主にシックスマンとして活躍している。そのセンスの良さは横浜大栄高の酒巻監督にも認められている。同じポジションの夏目を意識しており、彼との特訓の中でスクープショットを身に着けた。課題はディフェンス。
かつて空手部に在籍しており、県大会に出場できるくらいの自信を持っていた。しかし、部内で上級生からのいじめが横行しており、ある日、いじめに耐えかねて先輩の顔を殴り鼻骨骨折させる傷害事件を起こす。これにより1年間の保護観察を受けた。初心者3人の中で唯一最初から真面目にバスケに取り組んでいる。部室火事事件で謹慎中に毎朝10キロ以上のランニングを行っていた。また、その時期にリーゼントを止め、髪を下した。謹慎後、素人組が百春に守られていることに引け目を感じ、彼を一方的に避けるようになるが大栄戦において和解した。
不良に絡まれていたところを助けたことをきっかけに知り合った里実西高校の関谷とも子に一目惚れする。しかし、里実西との練習試合の際に彼女がかなりの実力者であることを知り、つり合いがとれないと自覚し引く。自分がバスケの経験を積むにつれて彼女の実力の凄さを理解するようになり、その思いはますます強くなっている。しかし、関谷も安原のことは意識しており、試合会場であう度に互いに声を掛け合っている。
学校の成績は赤点スレスレ。実家は八百屋。
鍋島 竜平（なべしま りゅうへい）
声 - 堀井茶渡
学年：2年→3年
身長：173cm（4巻）→174cm（34巻）
体重：64kg（4巻）→63kg（34巻）
背番号：8番→6番（茶木の退部後）
ポジション：シューティングガード/スモールフォワード
4月12日生まれ。血液型AB型。愛称は「ナベ」。中原中出身。
バスケ部が活動再開するまでバスケット経験はなかった。チームでの役割を求めた際にモキチからアドバイスされ3ポイントシュートの習得を目指す。
初期の頃はやる気がなく、最初のGW合宿では「練習以外の時間はボールに触る」という七尾の指示を無視して、空き時間に部室で千秋と茶木とテレビゲームに講じていた。それを夏目に叱責されると大喧嘩となり、茶木と共に脱走。公園で茶木と一緒に中学生とバスケ対決をして敗北し、自信をなくして退部しかけるが、その中学生の彼女の「バスケしてる人ってかっこいい」という発言を聞いて再びやる気を取り戻した。部室火事事件後の謹慎中にバスケ部再開の為の署名を集めた。謹慎中にただ一人坊主にした。
実力が飛躍的に伸び始めていた安原と茶木に比べて自分だけ置いて行かれることを悩み、バスケをやめようかと思った時期もあったが、自分には才能がないと割り切って努力していくことを決めた。
学校の成績は赤点スレスレ。初期の頃と比べると性格はだいぶ丸くなっている。父親は失業中で、母親がいくつか仕事を掛け持ちして生計を立てている。その為、バッシュを買い替えられず悩んでいたが、安原の計らいで彼の実家の八百屋を手伝うことでバッシュを買うお金を手に入れた。
茶木 正広（さき まさひろ）
声 - KENN
学年：2年→3年
身長：171cm（4巻）
体重：60kg（4巻）→61kg（15巻）
背番号：6番
ポジション：ポイントガード/シューティングガード
元部員。5月2日生まれ。血液型O型。愛称は「チャッキー」。
バスケ部が活動再開するまでバスケット経験はなかった。ディフェンスが得意。
同じ時期にバスケを始めた安原と鍋島が実力をつけチーム内での役割を見出したのに対し、自分はそれを一向に見いだせず悩むようになる。ポイントガードとしてスタメンを任された練習試合で敗戦後、ポイントガードでもう一度スタメンで使ってほしいと智久監督に直訴するが、「ポジションは保身の場所じゃない」と叱責される。その後、部活を休むようになる。休んでいる間に、下校中に後輩が他校の不良に絡まれているところを助けるも、「ここで反撃したら他のバスケ部員たちの夢を台無しにしてしまう」と思い、やり返さなかった。負傷して倒れていたところを偶然通りかかった智久に助けられた。その際に「PGというポジションにこだわったのは、2人に離されていくのが怖かったからだ」と認め、自分はそれを否定したかったと明かした。この時に退部の意思を伝え、後日、智久から他の部員へ伝えられた。
本人はバスケへの情熱を失っていった理由を「自分の役割を見いだせなかったから」としているが、空は茶木のポイントガードとしての才能を認めていた。また、関東大会敗戦後のミーティングで試合序盤から失点を重ねたことを例に挙げ、夏目と千秋が「今さらながらチャッキーさんが退部したのが悔やまれる」「守備型のガードはいると心強い」と言及している。
お坊ちゃま育ちでプライドが高い。母親からは「マーくん」と呼ばれている。
紺野 道郎（こんの みちろう）
学年：1年
身長：181cm
体重：71kg
背番号：13番
ポジション：パワーフォワード/センター、（中学時代はガード以外どこでも。ただし自称。）
愛称は「ミチロウ」。小杉中出身。
中学3年生のときに高校総体の地区予選でクズ高の試合を見て、「この人たちは絶対上がっていく」と直感で思いクズ高に入学。新学年になって最初に入部してきた1年生10数名のうち、初日の練習で辞めなかった唯一の新入部員である。人の話を聞かないお調子者。
スタミナとジャンプ力に優れており、百春の後継者として期待されている。一方、極度の緊張で体が硬直してしまうイップスを抱えている。それが原因で中学受験も失敗。中学時代から練習を休まず、努力を怠らず、イップス克服に努めてきたが、なかなか治らず、チームメートに「マンイーター」と馬鹿にされていた（緊張を解そうと掌に「人」という字を書いて飲み込んでいたことから）。
関東大会の玉川学園戦で途中出場し、公式戦初出場。しかし、イップスが出てしまい実力を発揮できぬまま終わった。その後、ひどく落ち込むが千秋にイップスを克服できるかどうかが、クズ高が勝ち上がっていくための大きなカギになると言われ、奮起する。高校総体地区予選の第2回戦、霞川崎高校選で4番で初スタメン。坂田がイップス克服のため、役割を限定したことで本来の実力を発揮し、勝利に貢献した。
田中 よしお（たなか よしお）
学年：1年
身長：150cm
背番号：8番
保田西中出身。九頭龍高校バスケットボール部に入るまではバスケット未経験。まったくの初心者。中学時代もバスケット部に入りたかったが、身長が低いため先輩や顧問の先生に入部を断られ3年間帰宅部だった。丸坊主のかわいい容姿のため千秋と鍋島にとても気に入られ、かわいがられている。
自宅が遠方ということもあり、毎日10キロ以上のランニングを自主的に行っている。
一時、身体的、気質的にプレーヤー向けではない為トビから辞めることを打診されるが、その裏返しでそれでも3年間諦めず続けると誓うならという条件でトビから特訓を受ける。
五十嵐 行太（いがらし こおた）
学年：1年
身長：161cm（34巻）→162cm（39巻）（「ゴリラズ」では151cm）
体重：55kg（34巻）
背番号：14番（「ゴリラズ」では20番）
ポジション：ポイントガード
高橋・児島から指導を受けた新城中バスケ部のメンバーの一人でモンスターバッシュでは「ゴリラズ」として出場する。生意気な性格。レイアップはやや苦手だが、3ポイント・スピード・パス・ディフェンスの実力はかなり高く、空たちクズ高のメンバーを驚かせた。中学バスケでもかなりの実力者であり坂田監督も認知していた。その高いスキルの反面、調子に乗りやすい欠点があったり、プレーにかなりのムラがあり、クズ高戦では足手まといとなってしまった。最後に見せたプレーは千葉も認めるほどのものだったが、空は更にその上をいくプレーをし、彼はそのプレーには反応できず、決勝点を献上してしまった。その後、新城高を蹴り九頭龍高校に入学。バスケを教えてくれた高橋の期待を裏切ったことになったが、電話にて経緯と心情を直接高橋に報告。高橋より「自分で選んだんだろ?迷うなよ」と言葉をかけてもらい、心を決めて九頭龍高校のバスケット部に入部。新城高に負い目を感じており、新城の選手達に会い体が硬直してしまっている。しかし現在は和解している。
中田 翔太（なかた しょうた）
学年：1年
身長：185cm（40巻）→186cm（39巻）
体重：75kg（40巻）
背番号：9番
ポジション：センター
同じバスケ部の小池裕二は従兄弟。三笠中出身。
新入生で入部したが練習の過酷さで一日で退部してしまったメンバーの一人。県大会地区予選で小池裕二と共に得点係を務めた。その後、バスケ部に再入部。中学初期はフォワードだったことから、クズ高では「走れるセンター」として期待されている。
千葉淳とは中学時代に対戦経験があり、その際に額を4針縫う怪我を負わされた（現在も傷跡が残っている）。
小池 裕二（こいけ ゆうじ）
学年：1年
身長：168cm
背番号：17番
ポジション：ガード
中田は従兄弟。
新入生で入部したが、練習の過酷さで一日で退部してしまったメンバーの一人。県大会出場決定後再入部。バスケは未経験。中学までは陸上をやっており、何度も表彰されるほどの選手だった。晴生たちの肉体強化のためのメニューを作る。
小南 晴生（こみなみ はるお）
学年：1年
身長：172cm（40巻）→174cm（39巻）
体重：61kg（40巻）
背番号：10番
ポジション：シューティングガード
小南真琴は双子の兄妹。
両利き。バスケ経験は中学時代の3か月のみながら、センスは一級品で七尾曰く「天才」。坂田にもフィジカル次第では即戦力として期待されている。また、空も驚くほどの綺麗なシュートフォームを持つ。一方で、運動部経験の少なさから体力面、フィジカル面が課題。小池に頼んで肉体強化のためのトレーニングを行った。
幼少期から音楽の英才教育を受けており、「神童」「天才」と称えられてきた。しかし、成長するにつれ自身の才能に限界を感じ始める。音楽学校の受験会場に向かう途中で、交通事故に巻き込まれそうになっていた子供を助けた際に腕を負傷。この為、音楽学校の受験は受けられず、滑り止めで合格していたクズ高に進学した。県大会出場決定後、親の反対を押し切り、バスケ部に入部。
和田 晃（わだ あきら）
身長：170cm（40巻）
背番号：16番
ポジション：シューティングガード
永田中出身。
新入生で入部したが練習の過酷さで一日で退部してしまったメンバーの一人。県大会出場決定後、再入部。空に憧れている。
好きな女性のタイプは磯野貴理子。「モンスターハンター」の総プレイ時間1000時間のゲーマー。
坂田 年男（さかた としお）
モンスターバッシュで空達が一回戦で対戦したメンバーの一人。後に七尾の依頼で男子部の監督に就任する。
インターハイ出場経験もあり、最初は空からも信頼は薄かったが、的確なアドバイスと、膨大な分析データ、そして仕事も顧みないで指導する姿勢から今や絶大な信頼を置かれている。しかし年齢と日頃の不摂生から入院することが多く、描写されている限り空以外へあまり指導はできていない。空のシュート力を高く評価しており、ウィークポイントを分析し改善させることに成功した。
県大会出場を期に監督の任を降りた。
教員の経験はなく、高卒で40年クリーニング店一筋。小杉商店街商工会会長。
七尾 奈緒（ななお なお）
声 - 谷口夢奈
学年：2年
身長：144cm
体重：36kg
足のサイズ：22.5cm
バッシュ：ナイキ エアフォース1Low
誕生日2月29日、血液型B型。好きなバンドはthe pillows、BUMP OF CHICKEN、ストレイテナー、ZARIGANI5(現・バンド名Fed MUSIC)など。洋楽ではグリーン・デイ、Sum 41、フィンチなど（4巻の設定より）。
男子バスケットボール部の女子マネージャー兼監督。同じ学校の軽音部の「鈴ちゃん」、北住吉の蒲地太郎はいとこ。
中学時代はプレーヤーとしてバスケをしていたが身体面の問題で断念。それから独学によってバスケ関連の様々な知識を学び、裏方へと転身。家がスポーツ用品店。サトルという小学生の弟がいる。ギター演奏がうまいが音痴である。なぜか無駄に絆創膏を持ち歩いている。抹茶プリンが大好物。何かと物に激突したりと忘れ物が多いなど抜けている一面が多々あるが頭は非常に良い。良い戦略眼を持っており、古賀や酒巻からも高評価をうけている。円は中学時代からの先輩。空に好意を抱いている。
男子部の裏方を一手に引き受けており、部員や先生からの信頼は非常に高い。
合宿時には料理も担当し、家庭科の成績トップとの触れ込み通りの腕前を披露している。

#### 女子バスケットボール部
若森 さゆり（わかもり さゆり）
声 - 森なな子
ポジション：センター
元キャプテン。クズ高対新城の試合を観戦している際に新城の高橋に試合中にもかかわらず目を奪われてしまうなど女子高校生らしい一面も見られた。
船越 幸（ふなこし さち）
声 - 川井田夏海
ポジション：パワーフォワード
キャプテンのさゆりとは正反対の性格で真面目で物静か。弱小ではあったがクズ高女子バスケットボール部をしっかり支えた。
在校生
藪内 円（やぶうち まどか）
声 - 千本木彩花
学年：3年
身長：164cm
足のサイズ：24.5cm
背番号：8番→5番
ポジション：スモールフォワード
バッシュ：ミズノ ウェーブホープ
コートネーム：マル（名前である“円”から）
誕生日8月31日、血液型O型。副キャプテン。
空の憧れの女性であり、入学・入部時からの良きアドバイス役・理解者でもある。車谷由夏に憧れている。百春に好意を寄せていたが傷心時の百春に突き放されショックを受ける。その後、合コンで知り合った司と付き合いかけたこともあったが、バスケット1本を頑張ることに決めた。百春とはお互い好意を寄せあっていたにもかかわらず、百春が円を一方的にふってしまったり、円に彼氏ができた疑惑が浮上したことなどからギクシャクした関係になった時期もあったが、現在は少しずつ元の関係に戻りつつある。味覚音痴であり料理センスが皆無らしく、GWの合宿中に自らの料理で百春を病院送りにしている。髪型が作中3度変わっている。奈緒は中学時代からの後輩。中学時代も2年時からレギュラーを務めていた。
国分 洋子（こくぶ ようこ）
声 - 石上静香
学年：3年
背番号：7番→4番
ポジション：シューティングガード
コートネーム：ヨウ（“洋”子と太“陽”から）
円の親友の1人で3年引退後、キャプテンとなる。万年1回戦敗退の部を変えようとするが、いまいちやる気のない他の部員に悩む。
トビからは「意外と美人」と言われたことや海と初詣で行動を共にしたこともあり、まんざらでもない態度をとっている。
富永 春美（とみなが はるみ）
声 - 岡咲美保
学年：3年
ポジション：ポイントガード
新見 玲（にいみ れい）
学年：2年
身長：153cm
背番号：13番→4番
ポジション：シューティングガード
コートネーム：ニカ
車谷空のクラスメイト。レギュラーになるために、空に技術指導をしてもらう。努力家。冬季合宿（前半）ではハードワークがかさみ40度の高熱を出しそのまま合宿をリタイア。その後後半には復帰し、世話になった男子部メンバーにクッキーを渡した。2年時にはユニフォームを貰いレギュラー入りを果たす。空が気になっているようだが、進級してからは空とは別のクラスになり少し寂しい気持ちになっていた。
3年引退後はキャプテンに指名される。

#### 教諭
校長
声 - 津田英三
九頭龍高校校長。本名不明。教育に対するひとつの思想を持ち、学校教育における部活動の位置づけをしっかり持っている。子供を持たないためか生徒に対する思いが強い。生徒の不祥事に対し厳しい処分を行い、五月の熱い説得に対し冷静に切り返す一方で、生徒が乗り越える道も残すなどなかなかの古狸。生徒であるバスケットボール部の部員の成長を望むと共に、教師である五月にも成長を望んでいる模様。バスケに絡まないためストーリー全体では地味な役回りだが、五月と同様に決して無視できない脇役。
戸塚（とつか）
声 - 今井詩子
九頭龍高校教頭。
五月 正義（さつき）
声 - 竹本英史
九頭龍高校男子バスケットボール部の顧問。ニックネームはサッチー。顧問であるがバスケに対する知識もほぼ無く、監督役は七尾 奈緒に一任しており、部の存続に必要な責任者としてのみの役目。当初バスケットボール部が廃部になる事を望んでいた節があったが、部員（特に車谷 空、夏目 健二、花園 百春）のバスケットボールに対する情熱に触発され、教師の仕事の合間を縫いバスケットボールの勉強をするなど教育者として成長した。教師の立場からの「学校教育における部活動の必要性と問題」の表現を一手に担っている貴重な脇役。妻と最近生まれた子供がいる。
長らくファーストネームが公表されていなかったが、冬合宿中に自ら書いたと思われる「限界なんてこんなものじゃない」と記された標語の下に小さく「五月正義」と記されていた。怒ると、怖いらしい。
書道の達人であることから度々文字書きを担当している。
妻の反対を押し切り再度新設バスケ部の顧問になることを直談判する。
小沢（おざわ）
声 - 相馬康一
九頭龍高校、物理の教師。学生時代は柔道部でインターハイ出場を決めるも、部員数名が暴力事件を起こして出場権を剥奪された過去がある。そういう過去がある為、ぼやを起こしたバスケ部のことをよく思っていない。空の父親の智久と話をした後や百春のテストの誤採点の報告を受けるにつれて、バスケ部に対する気持ちが少しずつ変わってきている。智久の助言により、あえて水を与えていない花がある。
押尾（おしお）
声 - 杉崎亮
九頭龍高校サッカー部の顧問。放火事件以降の元バスケ部の努力に感化されるがサッカー部員達のやる気の無さに嘆いていかる。
松木（まつき）
九頭龍高校剣道部の顧問。
車谷 智久（くるまたに ともひさ）
声 - 子安武人
空の父親、車谷由香の夫。九頭龍高校女子バスケットボール部の監督。長らくバスケ界から離れ長野で農業を営んでいたが、旧友である横浜大栄監督の酒巻の助言によりクズ高に教師として赴任（このことは空は知らされておらず、ヨネも前日に連絡を受けた）。
男子バスケットボール部の県大会に出場を期に、男子バスケットボール部の監督も兼任することになる。
非常に厳しい監督であり、ヨネにも危険視されたこともある。
○○禁止！！が口癖であり、大半のことは「大丈夫だ」で片づけてしまう。これにより幾度となくずる休みを試みるも空は中学生まで皆勤賞である。
極度の方向音痴でありながらも、自分の見たもの以外は信じないという持論で試合時間ギリギリになることが多い。
厳しさの中にも選手個人をしっかり見ており、ケアも大事にしている。帰宅の遅れた部員を送るために車を購入するもすぐ天井に穴を開けられてしまう（空は乗ったことがないとのこと）。

### 川崎市立新丸子高校
通称「丸高」。川崎市の私服学校。男子校。
千葉 真一（ちば しんいち）
声 - 中井和哉
身長：200cm
ポジション：センター
丸高の元キャプテン。中学時代は、技術では誰にも負けない自信があったが身長が低いせいで試合に出してもらえなかった。そのため、努力が報われず辛い思いをするよりはと考え身長の低い入部希望者を追い出したが、クズ校との試合で空のプレーを見て追い出したことを後悔。ミニバスケットボール時代のクラブチームでは、新城のOBの高橋とチームメイト。バスケにかける情熱は誰にも負けず、クズ校戦ではいい加減にプレイしようとしたチームメイトを叱咤激励した。チームメイト（後輩）から強い信頼を得ている。神奈川で5本の指に入る実力者。インターハイをかけた神奈川県予選での大栄との試合で負けてしまい、バスケを引退。試合直後の帰り際、城北大学バスケ部の監督から推薦を受けたが、高橋と児島から丁重にそして勝手に断られた。そして2人に清修大学に一緒に来いと言われたのだが、清修にはバスケ部はなく断る。しかし、高橋から恥ずかしい昔の話を持ち出され、「考えとく」の一言を残しその場を後にした。その後八人兄弟の面倒を見るために就職を選ぶ。だが、その後、クズ校と大栄の試合を観戦したことにより、「熱」を思い出し、卒業まで丸校でバスケを続けることにした。モンスターバッシュでは「ゴリラズ」として出場した。後に千秋にバッシュを渡すなど千秋を高く評価している。中学3年生の時は165cm。堀之内中出身。
就職を明言していたが、高橋、児島率いる清修でバスケをするであろう描写があるが詳細は不明。
朽木 ひろし（くちき ひろし）
声 - 笠間淳
ポジション：スモールフォワード
クズ高戦ではヤスを退場させ、その直後のタイムアウトで千葉に咎められる。大栄戦では、途中出場。
在校生
常盤 時貴（ときわ ときたか）
声 - 斉藤壮馬
学年：3年
身長：180cm→181cm（34巻）
体重：73kg（34巻）
背番号：11番→4番
ポジション：ポイントガード→シューティングガード（千葉引退後）→スモールフォワード（3年次）
バッシュ：エアズームフライト5
丸高のキャプテン。丸校のエースプレイヤー。クズ校との練習試合で空の弱点を見破ったり、北住との試合でトリプルダブル（ポイント・アシスト・リバウンド・スティール・ブロックショットの5部門の内の3部門で2桁の成績）を達成するなど只者ではない。イケメンで女子にかなりモテるため、蒲地、千秋に目の仇にされている。まだまだ秘めた才能があり、限界の見えないプレイヤー。バンドが命（ただし現在は2年間も練習に参加していない）で高校バスケをやるつもりは無かったが、千葉のしつこい勧誘の結果再びやるようになった。始めは仕方なしにだったが、今では火がつき、自分でも止められなくなったほど。無名校の丸高に入った理由は制服が嫌いだから。大栄の白石と何らかの関わりがあるらしく、白石もバスケの実力を認めている。千葉たちの引退後は丸校のキャプテンとなる。パス、ドライブ、3Pと能力は抜群。川崎湊中出身。
沢 賢人（さわ けんと）
声 - 榎木淳弥
学年：3年
身長：180cm
体重：70kg
背番号：9番→5番
ポジション：シューティングガード
3Pシュートなどのアウトサイドプレイが上手い。要所で確実に決めるとても良い選手である。スキンヘッドにヘアバンドといった風貌で、トビ、豹にひけを取らないほど目立つ。大栄の酒巻監督も彼の3Pには注意していた闘志あるプレーヤー。
長治 正治（ちょうじ まさはる）
声 - 竹田海渡
学年：3年
身長：195cm
体重：88kg
背番号：15番→8番
ポジション：パワーフォワード
ダンクすることもできる超大型選手で、潜在能力も高く、今後の成長が期待される。気が弱い。
千葉 淳（ちば じゅん）
学年：1年
身長：204cm
体重：100kg
背番号：18番
ポジション：センター
千葉真一の弟である。クズ高メンバーからはジュニアと呼ばれている。矢切ノ岡中出身。
兄よりも身体能力すべてにおいて上回るが、精神面で未熟な面が多く、攻撃的な性格から中学時代までは友人もほとんどいなかった。
兄を越えるために推薦の話を断り丸高に入学する。
中学時代は2年時平均36得点、ブロック、リバウンドも二桁を記録していた模様。五十嵐　行太の中学時代のチームメイトのセンターは当たり負け鎖骨を骨折。中田　翔太も対戦経験があり、頭同士をぶつけた結果千葉にはたんこぶ一つできず、中田は4針縫う怪我をおった。
クズ高戦でも茂吉を驚かせるテクニックを見せる。
原巻 信二（はらまき しんじ）
学年：2年
身長：171cm
体重：58kg
背番号：9番
ポジション：ポイントガード
薮瀬 徹（やぶせ とおる）
学年：3年
身長：184cm
体重：75kg
ポジション：スモールフォワード
安藤 仁（あんどう じん）
声 - 山本兼平
新丸子高校バスケ部監督。
以前体罰問題で処罰されてしまった経験がある。

### 北住吉高校
通称「北住」。県立高校。女子バスケ部なし。
蒲地 太郎（かばち たろう）
声 - 福山潤、村井美里（小学生）
学年：3年
身長：174cm
背番号：7番→5番
ポジション：スモールフォワード
家はお寺で、七尾とはいとこで一緒にお風呂に入った経験アリ。とにかくナルシストである。しかし、クズ高に負けた後に頭を坊主にする。七尾のことが好き。モットーは“常にカッコよく”である。クズ校部員からたまに「カバチタレ」「キューティクル」などと散々な言葉を言われることがある。この身長にしてもう少しでダンクが出来そうなほどの身体能力を持つ。ドライブもキレがあり3Pシュートもよく入る、バランスの取れたフォワード。三枚目キャラであり、大半がギャグとして扱われているが、1人で横浜大栄と互角に渡り合い、強豪のエースに比べて勝るとも劣らない実力者であることを証明する。ストップ&ジャンプシュートが得意技。スピード重視でフォームがいつもバラバラなのだがよく入る。
香取 真吾（かとり しんご）
声 - 古川慎、貫井柚佳（小学生）
学年：3年
背番号：5番→4番
ポジション：ポイントガード
バッシュ：エアズームブレイブ1.5
クズ高との練習試合では千秋を抑えるなど地味に上手い（白石にも曲者だと評価された）。太郎と一緒にいる事が多く、KATO（カト）と呼ばれている。スピードがあり、試合巧者である。特に太郎との連携プレイが上手く、個のスキルも豊富。長瀬ら3年が抜けた後はキャプテンとなる。
小西 学（こにし まなぶ）
声 - 興津和幸
学年：2年
身長：196cm
背番号：14番
ポジション：センター
北住のサブメンバー。百春、千秋と同じ中学出身で、2人を慕っていた。千秋にはコニタンと呼ばれている。蒲地からはKONEY（コニー）と呼ばれている。クズ校戦では中学時代に約束を破った百春に対して挑戦的な態度をとったが、百春のシュート力の低さを他のメンバーや監督に漏らさないなど、真っ向勝負をした。プレーしていく内に自分の成長振りを見せ、百春を驚かせた。現在でも中学時代の憧れだった百春を尊敬している。残り時間が迫っている時に大栄戦に出場していたので信頼度は厚いと見られる。カレーにはレーズンを入れる。
長瀬（ながせ）
チームの元キャプテンで攻防の中心となる選手。レギュラー陣では唯一高さでもトップクラスに達している選手で、大栄戦では空中線において活躍した。クズ高戦には出場しなかった。
橘（たちばな）
声 - 石谷春貴
学年：3年
背番号：6番
ポジション：シューティングガード
クズ高戦では空に対して、上手いスクリーンを決めた。3年が抜けた後は蒲地・香取に次ぐ実力者。気が強く、好機を見出すと躊躇なく多少強引なプレーを決めてくる闘志ある選手。
長谷部（はせべ）
声 - 河西健吾
学年：3年
背番号：10番→8番
ポジション：パワーフォワード
北住のサブメンバー。大栄戦でも出場していた。トビ曰くショボイスクリーン。キャプテンの長瀬が抜けたため、PFもしくはCにおいてレギュラー最有力候補である。蒲地からはHASSE（ハッセ）と呼ばれている。
古賀（こが）
声 - 青山穣
北住吉高校バスケ部の元監督。見た目とは裏腹に戦略家であり、選手のクセやプレーの幅などを瞬時に見極める。太郎への接し方を見る限り直接的な指示より人をその気にさせる指導を行うこと、試合後、空に的確な忠告を行うことから教育者としての面が強い模様。太郎たちの最後のIHのチャンスが終わると引退すると発言する。通称古賀ジイ。

### 新城東和学園
通称「新城」。
卒業生
高橋 克己（たかはし かつみ）
声 - 浪川大輔
身長：191cm
体重：82kg
ポジション：ポイントガード
新城東和の元キャプテン。2年間部員が足りず今年が初参戦のチームで、千葉曰く高橋は「埋もれた才能」。絶大なキャプテンシーがあり、後輩達からも非常に慕われている。バスケの腕も誰もが認めるほどのもの。198cmの茂吉のスカイフックに届いたり、ダンクができるなど身体能力は非常に高く、それでいて技術の幅も広い。ミニバス時代は千葉と同じチームで、千葉を差し置いてスタメンだった。どちらかというと、ポイントフォワード的な役割で、ポストアップからのドライブインや、クイックモーションからの3Pシュートなどが得意。天性のオールラウンドプレイヤー。かなりの天然。学力は高い模様。シューズは予選ではリーボック フリーエージェントBK、モンスターバッシュではアシックス ジャパンL。モンスターバッシュでは「ゴリラズ」として千葉たちと出場。茂吉が強い憧れを抱いた選手。また空も喋るだけで緊張するというくらいの名プレーヤー。
児島と共に大学進学。
児島 幸成（こじま ゆきなり）
声 - 吉野裕行
身長：193cm
体重：90kg
ポジション：パワーフォワード
中学時代から高橋と一緒にやっている。最後の年のインターハイ予選前に膝の靭帯を痛め、クズ校戦ではベンチ。しかし、負けそうなチームを見ていられず途中から試合に出場する。得意技は左右に振ってからのターンアラウンドシュート。高校入部時は自分と高橋だけで、高橋とずっと1on1をやってきた。ケガをしていなければ他チームも羨む実力の持ち主（肩を並べただけで百春は実力を実感している）であり、チームのムードメーカー的存在でもある。シューズはエアズームレブロン 20-5-5。モンスターバッシュでは高橋と同じ「ゴリラズ」で出場。インサイドでのドライブからのシュート、3Pなど中でも外でも点がとれる万能性を持つ。
高橋と共に大学進学。
在校生
田茂 友紀男（たも ゆきお）
声 - 坂泰斗
学年：3年
身長：196cm
体重：98kg
背番号：8番→5番
ポジション：センター
高校からバスケをはじめ、児島にセンターのポジションがやるべき事を教えてもらった。時々オカマ言葉になる。試合中、百春のロングパスを顔面に当てながらも阻止した。テクニックにかける面があるが、パワーはそこそこある。バスケ部入部時は長髪だったものの、坊主となった。タモさんと呼ばれている。
平井 六郎（ひらい ろくろう）
声 - 山下誠一郎
学年：3年
身長：174cm
体重：68kg
背番号：6番
ポジション：シューティングガード
外からもゴールを狙える選手で空からも外角の上手い選手と評されていた。ポイントガードのような役割も担っており、クズ高戦ではトビを序盤に抑えてみせるなど、ロールプレイヤーとして、かなりいい選手でもある。クズ高戦終盤ではリバウンド直後の百春からスティールし、チームに勝機を与えた。通称ロク。
柏木 一至（かしわぎ かずし）
声 - 小林親弘
学年：3年
身長：178cm
体重：72kg
背番号：7番→4番
ポジション：スモールフォワード
新城のキャプテン。もとは不良で毎日他校の生徒と喧嘩に明け暮れていた。「SLAM DUNK」を読んでバスケに興味を持ち、高橋の誘いで高校からバスケを始める。誰に対しても冷たい態度を取り、後輩達からは嫌われていた。しかし、実は部活動にはイチバンに来てコートを磨くなど、努力家であり、コミュニケーションをとるのが苦手なため冷たいと思われていた。シュートは下手だがドライブは鋭く、高橋を尊敬しているのかドライブスタイルが似ている。試合中のいざこざから安原とは険悪であり試合終了後も睨み合っていた。
柳原（やなぎはら）
声 - 野上翔
学年：2年
背番号：17番
ポジション：ガードフォワード
小さいながらも中学時代から高橋・児島の指導を受けており、並の実力は持っている。クズ高戦前までは柏木が苦手だったが試合中に高橋・児島らから本当の柏木の姿について教えられ見直した模様。
桜井 一義（さくらい かずよし）
学年：1年
背番号：22番
ポジション：フォワード
クズ高の五十嵐と幼馴染。中学時代に高橋・児島の指導を受けた。児島とプレイスタイルが似ており、強引に点を取りに行く点取り屋タイプである。今までオフェンスの弱さを弱点としていた新城は桜井のおかげで強固なチームになった。カズと呼ばれている。
河本（かわもと）
声 - 佐藤元
田辺（たなべ）
声 - 井上雄貴

### 西条高校
通称「西条」。中高一貫校である。
藤田（ふじた）
声 - 手塚ヒロミチ
茂吉の西条中学時代の先輩で現在は月島京子の彼氏。眼鏡着用。新丸子戦では、ファウルトラブルに陥る。
月島 京子（つきしま きょうこ）
声 - 寿美菜子
西条女子バスケット部の3年。茂吉の西条中学時代の先輩。快活な性格で、中学時代の茂吉の面倒を良く見ていた。茂吉が中学から想いを寄せ続ける女性。眉毛が太い。実は彼女も茂吉に対し好意を寄せていた。

### 横浜大栄高校
通称「大栄」。横浜市の高校
守山（もりやま）
ポジション：ポイントガード
横浜大栄の元キャプテン。チームの攻守の中心となる大栄のキープレーヤー。常盤曰く「ディフェンスがうまく隙がない」とのことであり大栄のキャプテンの肩書は伊達ではない。チーム内で唯一どんなにベストメンバーを入れ替えようと、コートに残っている。
在校生
不破 豹（ふわ ひょう）
声 - 松岡禎丞
学年：2年
身長：178cm
体重：65kg
背番号：15番
ポジション：スモールフォワード/シューティングガード
バッシュ：ナイキ エアベイキン
小学5年生までアメリカに住んでいた。髪の毛の色はオレンジでバッシュが赤のエアベーキンと変わった美的センスの持ち主。以前、トビとの1対1の勝負で勝利。トビに「こんな選手が高校生にいたのか」と驚愕させるほどの実力で、中学1年生の時に一試合80得点という記録を残している。個人技が全てで大栄は通過点でしかないと考えている。協調性に欠けており、自分のプレーに酔ってしまうことが多々ある。相当な練習嫌いでよくサボっているが、すぐに見つかりしごかれる為、結果的に他の部員より多く練習をさせられている。結局のところ練習量の多さがスキルを支えているのである。クズ高との練習試合のとき、遅刻してきた。遅刻したが、練習試合開始時間には、間に合った。新チーム（1、2年）のキーマンとされており、監督には性格に起因するムラっ気を乗り越える事を望まれている。よく舌を出すがこれは常に体を限界まで使おうとしているため。ダンクができるほどの身体能力も備わっている。バスケ部内で唯一学校の成績が平均以下である。トランジションの強さを買われ、1年で唯一レギュラー組に選ばれた。シュートは基本的に左手だが、実は右利きの可能性がある、とのこと。
白石 静（しらいし せい）
声 - 櫻井孝宏
学年：3年
身長：183cm
体重：71kg
背番号：10番→4番
ポジション：スモールフォワード、（ポイントフォワード）
バッシュ：AND 1 TAICHI MID
横浜大栄のエースであり、ポイントゲッター。七尾が千秋の理想形と話す、インサイドで仕事ができるポイントガード。現在、関東屈指の実力者。常にクールでストイック。あまり感情を表に出さないタイプではあるが、比較的口は悪い。実は部員一人一人をしっかり見ていることが峯田のエピソードからうかがえる。本気でNBAプレーヤーを目指している。不破の目立つ容姿が嫌い。
ストイックな性格から先輩をたてるプレーをする八熊に対しても苦言を呈しており、あまり仲は良くない模様。
九頭高との練習試合の最終局面においてマッチアップした千秋に「お前ら現在地を教えてやろうか」と発言し、怒涛の攻撃を見せ千秋を絶望させる。試合の後千秋に靴にカールを仕込まれた。藤代商業戦では、4ファウルになる。
上木 鷹山（かみき ようざん）
声 - 上村祐翔、南真由（幼少期）
学年：2年
身長：158cm
体重：45kg
背番号：24番
ポジション：ポイントガード
バッシュ：Air Penny2
大栄の中では一番下に見られているが本人はかなりの根性者で、大栄の鬼のような練習にも音を上げたことはない。小柄で華奢、腕力に欠け、幼い頃はそのコンプレックスからスポーツをすること、人と接することを避けていた。現在は体格の不利を気にする素振りはなく、むしろ「バスケの定説を覆せる」と感謝している。対人関係には今も不安があるのか、“道標”である不破以外との交流は少ないようである。不破が同じ1年で試合に出ることを羨ましがっている。空がスタメンで試合に出ることに多少の嫉妬感を抱いている模様。酒巻曰く、背の低さを技術で補う選手。体育館のキャットウォークから飛び降り、綺麗に着地を決めるなど、かなり身軽。幼少時、施設で出会った車谷由夏にバスケを教わった。由夏直伝の両手打ちの3ポイントシュートが得意技で、空曰く「完成形」。やわらかいドライブ、高いスティール力をもち、パスの能力も非常に高い。短い時間帯でアシストや得点を重ね、いとも簡単に空を抜きその後、空が鷹山を認めたことから総合的な能力は空より高いと見られる。九頭高戦の成績は出場時間6分10得点（2/2）4アシスト3スティール。
不破との相性がいい。
レギュラー組18人からは落選。酒巻と空の母親の墓参りに行った（ただし、酒巻は付き人として行っただけで墓まで行ったのは、鷹山だけ）。
39巻においてのその後の描写によると、クズ高を下し出場したインターハイで最多3ポイント、それを受けてMVP選手に選ばれている。
八熊 重信（やくま しげのぶ）
声 - 梅原裕一郎
学年：3年
身長：190cm
体重：80kg
背番号：11番→5番
ポジション：センター
バッシュ：NIKE AIR ZOOM KOBE 1
通称ヤック。
驚異的な身体能力の持ち主で、ボールを持ったまま手がリングを超えるほどのジャンプ力をもつ。ポジションはチーム事情により現在はセンターだが、もともとはフォワードである。そのため、アウトサイドプレーにも長けており、3ポイントシュートも打つ。ベビーフックを放つなど非常に多彩。痩せていて細身だがパワーはあり、百春と激しい接触プレーを繰り返した。チームの勝利のためには自分を押し殺す。いつも何かと悪態を付き、口が悪い。練習中にへばる峯田の手助けをしようとする、悪態を付きながらも気絶した峯田を起こしてやる、不破が切り込みやすいように中をあけてやる、試合中は先輩を立てるプレーをする、など優しい一面も見られる。強豪の中、2年生でスタメンであることから、彼も相当な実力の持ち主であることがうかがえる。2年で一人だけ昨年度の1年のときの選抜にも選ばれている。百春のダンクなどクズ高の迫力あるプレーに対して余裕を見せながらも最近の対戦相手の中では一番良い線いっていたと評価した。長髪で、黒髪を肩過ぎまで伸ばしている。藤代商業戦では髪を切っている。中学2年生でバスケを始めた。
白石のことは良く思っていない模様。
横山 篤士（よこやま あつし）
声 - 沖野晃司
学年：3年
身長：174cm
体重：65kg
背番号：20番→14番
ポジション：シューティングガード
バッシュ：Air zoom brave1.5
大栄で唯一優しい先輩で後輩から慕われている。生粋のシューター。3ポイントラインから離れていても決めてくる。少ない出場時間でスティール回数も多く戦況を変えるときに必要な選手として、酒巻からの信頼も厚い。現在はレギュラー組18人の1人。
玉山 鉄男（たまやま てつお）
声 - 岡本信彦
学年：3年
身長：164cm
体重：54kg
背番号：23番
ポジション：ポイントガード
バッシュ：ナイキ エアズームフライト5
九頭高との練習試合で途中出場するも、調子に乗り5秒ヴァイオレーションとなり即座に交代させられた。しかしエースとしての素質はあり、成長が期待されている未知数の選手であるが後輩からはあまり慕われていない描写がある。ゾーンオフェンスや自信のない3ポイントシュートをフリーでしっかり決めるなど期待されたことはできている。チビの気持ちが良くわかり、空とはかなり気が合う。九頭高戦では得意のドライブで茂吉を抜いた。チビ鉄。レギュラー組には選ばれなかった。
宇佐美 広志（うさみ ひろし）
声 - 水中雅章
学年：3年
身長：168cm
体重：58kg
背番号：16番
ポジション：ポイントガード
九頭高との練習試合でのスタメン。試合開始直後では、空とマッチアップし、油断からか3ポイントを3本連続決められた。だが、試合が進んでいく中に、自分の実力をフルに開放する。横山と同じく、スティール回数が多く戦況を変えるときに必要な選手として信頼も厚い。小柄なせいか足が速く、そのスピードはドリブルしていても空を追いつかせない程の速さである。技術面でも実力を多く発揮し、瀬戸際でのダブルクラッチや、アシストパスなど数多くのプレーを見せている。
レギュラー組18人からは落選。
糸賀 正臣（いとが まさおみ）
声 - 岩澤俊樹
学年：3年
身長：183cm
体重：75kg
背番号：19番
ポジション：パワーフォワード
百春がリバウンド時に苦戦するほどの高い能力を持った選手。ダンクもできる他スピードがあり、ゴール下のシュートも得意。また、ショーディフェンスが上手い。現在はレギュラー組18人の1人。
柴崎 哲也（しばさき てつや）
声 - 植木慎英
学年：3年
身長：186cm
体重：81kg
背番号：13番
ポジション：パワーフォワード
リバウンド時の小技が光る選手。百春は「他の選手とは対極に地味に上手い」といっているが、第2クォーターで糸賀と交代させられた。現在はレギュラー組18人の1人。
宮田（みやた）
学年：3年
背番号：14番
ポジション：フォワード
クズ高戦では最終クォーターで白石と交代し、数分出場するも白石の再出場によりベンチに下がった。ディフェンスが上手く、千秋を苦戦させた。レギュラー組18人からは落選。
峯田 圭介（みねた けいすけ）
声 - 小林裕介
学年：2年
身長：188cm
体重：75kg
背番号：29番
ポジション：センター
横浜西中出身。近所という理由で大栄に入学。地元出身の新入部員では唯一の生き残り。白石に憧れ、一緒にプレーすることを夢見ている。白石に辞めちまえと言われて一度退部しかけるも、他の部員の大量の穴開きバッシュから自身の練習不足、根性の足りなさを痛感し、頭を丸めて復帰する。以降は練習に全力で挑んでいる。あだ名は今のところ白石に付けられた「トンガリヘッド」。中学時代はエースだったが、西条中の茂吉とマッチアップし惨敗、さらには思いを寄せていた秋吉という女子も茂吉のファンだった為再戦を誓っていたが茂吉が退部した為かなわず。茂吉は峯田のことを覚えていなかった。クズ高戦が高校のデビュー戦となる。酒巻曰く、いずれ使おうと思っていた選手。トリッキーなセンター。
鷹山の直談判に紛れてきた。
レギュラー組18人からは落選。
野山（のやま）
学年：2年
酒巻曰く、いつか使おうとしていた人材らしいが、クズ高戦には出場できなかった。レギュラー組の18人からは落選。
酒巻 呼人（さかまき よひと）
声 - 乃村健次
横浜大栄高校教師でバスケ部の監督。夏目と同じく広島県出身。そのため、広島カープが負けるといらついて練習メニューを増やす。空の両親共知り合い（父とは大学の同窓生）で、彼もまた元全日本代表選手である。すでに老練の域に達している古賀と比較しまだまだ血気盛んであり、チームの強化を至上とする傾向がみられ、作中に語られる監督としてはもっとも「監督」らしい監督。夏目健二を横浜大栄に誘うが断わられ、夏目健二の理想に対し酔いながら「それが出来たら苦労は無い」と吐き捨てたことから、それなりの苦難を味わってきたらしい。背の低い選手を上手く使うことで大栄をインターハイに導いた。学生のころラスト10分で20点差を返した事がある。現在39歳。
岡野（おかの）
声 - 前田弘喜
横浜大栄高校バスケ部のアシスタントコーチ。審判もする。九頭龍戦では主審を担当。アフロである。「岡さん」と呼ばれている。
審判では、かなり厳しくジャッジをする。
横浜大栄は39巻におけるその後の描写ではインターハイを制覇しており、決勝戦では前年の優勝校に20点以上の差をつけての勝利であった。
この時のインタビューから接戦で北住吉を直接下したことがわかる。

### 川崎菊川高校
二ノ宮 昭人（にのみや あきひと）
学年：2年
身長：160cm
体重：51kg
背番号：12番→21番
ポジション：ポイントガード
全中の最優秀選手。中学時、転校したチームが強く、自分より上手い選手がいたにもかかわらず、背が低いことで最優秀選手に選ばれたことを不本意と感じている（本人はそう言っているが、実力はかなりのもの）。強豪校の開誠中学校出身。とにかく転校が多く、菊川で15校目。以前通っていた高校（館林高校）では、仲間とIH出場を誓い県予選出場を決めるも、県予選前に急に転校が決まってしまう。それらの悲しい経験から、部活動から身を遠ざけている。通称「ニノ」。ストリートのテクニックがずば抜けており、それを駆使した巧妙なパスが武器。服装はストリート系のルーズなスタイル。また、初めて会った七尾奈緒に一目惚れした。梶によると菊川高校入部した際のニノの想定ポジションはPG。好物はクリームパン。高校2年の総体地区大会の後、沖縄へ転校（沖縄に転校するのは2回目）。旅立つ日に、空に来年のインターハイで会うことを約束している。
沖田 竜二（おきた りゅうじ）
学年：3年
身長：185cm
体重：75kg
背番号：5番
ポジション：センター
声がとても大きい熱血漢。通称「竜二」。百春を吹っ飛ばすほどのパワーをもつ。高さがない菊川にはかかせない戦力としてインサイドで活躍する。ダンクはできない。3年が引退後、キャプテンになる。
梶 直樹（かじ なおき）
学年：3年
身長：174cm
体重：65kg
背番号：4番
ポジション：シューティングガード
竜二と正反対のおとなしい人物。通称「カジさん」。分析力が長けている。流れをつかむところでの3Pが上手い。ドライブが鋭くヤスは相手にならなかった。非常にモテる。

### 里実西高校
横浜市港北区。成績：男子は毎年1回戦敗退。女子は県ベスト16。

#### 男子バスケ部
日高 誠（ひだか まこと）
学年：3年
身長：172cm
体重：60kg
背番号：8番→4番
ポジション：スモールフォワード
努力家でバスケが上手くなりたいという気持ちがとても強い反面、自己主張ができないことでたびたび新から活をいれられていた。いつかチームが変わると思っていたが、クズ高戦で途中交代させられ、さらには新からの叱咤もあり奮起。自らの力でチームを変えようと奮闘する。
最終局面で空を抜き去り、結果的には敗戦だったが、空自身は自らは負けたと思っている模様でリベンジを誓う。3年次の県予選時点ではキャプテンに就任している。
今安 孝司（いまやす こうじ）
学年：3年
身長：184cm
体重：76kg
背番号：6番
ポジション：パワーフォワード
九頭校戦では途中から奮闘したインサイドの要。
井本 寛人（いもと ひろと）
学年：3年
身長：166cm
体重：60kg
背番号：14番
通称「イモ」。
古田 佑也（ふるた ゆうや）
学年：3年
身長：170cm
体重：64kg
背番号：5番
ポジション：シューティングガード
口が悪く、後輩の扱いも先輩からの伝統と言いとても悪い。得点が確実に入ると思うと足を止める悪癖を持っていたが日高の声掛けもあり、次第に全力でプレイをするようになる。
矢代 明（やしろ あきら）
学年：3年
身長：185cm
体重：82kg
背番号：10番
ポジション：センター
広瀬（ひろせ）
背番号：12番
岸田（きしだ）
背番号：4番
通称「ガリガリガリクソン」。かなり華奢な身体で、練習は効率良くサボるもの(腹痛日に3回など)としている。試合出場を打診された場面でも、体調不良を訴える。

#### 女子バスケ部
関谷 とも子（せきや ともこ）
学年：3年
背番号：20番→5番
女子部副主将。
小柄ながら、かなりの実力者。本人曰くディフェンスは苦手。新と一緒にいることが多く、新が他人に失礼な言動をとったときのフォローをしている。
不良に絡まれていたところを助けてくれたのをきっかけに知り合った安原に一目惚れされた。彼女も試合で安原の活躍を目の当たりにし、好意を抱くようになるが、ことあるごとに邪魔が入り、互いに思いが伝えられていない。
実力は安原が驚愕するほどである。
兵藤 新（ひょうどう あらた）
背番号：4番
バッシュ：AirZoomBrave2
女子部主将。
不良に絡まれていたところを助けてくれた安原に激怒したり、レギュラー落ちした日高を叱咤したり、何かと薮内に絡むなど非常に気が強い性格。日高には「デカブツ」呼ばわりされている。
しかし男子部を気に掛ける描写も多々あり、男子部を称賛していた他校の生徒に飴をプレゼントしている。
化粧をしっかりしたりチャラチャラした相手と試合をしたくないとの持論で円に食ってかかる（本人曰く私は化粧が必要ない）。
兵藤（ひょうどう）
里実西高校の男子バスケ部と女子バスケ部の女監督。男子部の現状を把握しており、クズ高との練習試合では指示はほぼなく選手任せだったが、スタメンを総入れ替えしスタメン組の奮起を促す。
自身が不在とし、膨大なスタミナ強化練習をかすことで男子たちの動向をうかがうなど非常に策士であることがわかる。スパルタ指導から男子部員からは陰で「肩パットババァ」と言われている。
新の母親。

### 鶴金工業高校
通称「鶴工」。
間久見 芳武（まぐみ よしたけ）
背番号：4番
通称「マグミ」。瀬能中学校出身。中学時代は、万年1回戦敗退のチームを県大会まで導いた名選手。バスケの強豪高校に進学することも可能だったが、実家の自動車整備工場を継ぐために、在学中に資格が取得できる鶴工に入学した。
突破力を備えた長身のアウトサイドプレーヤー。空が「シュートと分かっていても止められない」と評するほど、滑らかなシュートフォームを持ち、シューターではないものの、横浜大栄の横山と共にシューターの理想形として名前を挙げられている。玉川学園との最終戦ではフリースロー13本をすべて決めた。その試合後、清修大学ヘッドコーチの馬場園薫にスカウトされるが、断った。
柾木（まさき）
背番号：6番
泳げないが、過去に花園百春とタイマンをはって川に落とされた経験がある（後日東京湾で漂流していたところを救助された模様）。停学続きで退学になりそうだった所を内村泰造にバスケ部に入る事で助けてもらう。玉川学園戦の敗戦で引退かと思われたが、中間テスト全教科トータル8点の為留年がほぼ確定、来年の総体地区大会に出る予定（バスケットボールの場合、高校の公式戦は19歳まで出られる規定になっている。
真吾（しんご）
背番号：10番
ポジション：ポイントガード
高城中学校出身。バスケ経験者で、中学時代のマグミの活躍を知っており、彼と一緒のチームでプレーできることを喜んでいる。ドジでよく先輩たちからシメられ前歯がない。
練習中に柾木の嘔吐処理をさせられるため、柾木の留年には反対していた。
谷口（たにぐち）
背番号：7番
練習試合の時、ヤスに故意にファールをした。
畑山（はたやま）
背番号：5番
真吾にスクリーンのつもりでタックルした。大柄の選手。
内村 泰造（うちむら たいぞう）
顧問。3年目。
鶴金工業高校に男子バスケットボール部を作る。礼儀作法にはとても厳しく、竹刀をいつも携帯しており、体育館への出入りの際の一礼忘れや、相手チームへの無礼があった場合は瞬時に振るう。

### 北辰高校
県立高校。
吉村 憲吾（よしむら けんご）
学年：3年
背番号：4番
主将。監督の吉村ヒロシの息子。強豪の相商に進学するはずだったが、父親が指揮を執る北辰高校を勝たせるために、北辰に進学。面倒見のいい性格。
千里（せんり）
学年：2年
背番号：5番
北辰のスタメン。一度部活を辞めようと思った時期があり、その際吉村に引き止められる。吉村を慕っており、チームが勝てないのは自分たちが下手なせいであると吉村に引け目を感じていた。
桐谷 寧人（きりや ねいと）
学年：1年
背番号：14番
ポジション：シューティングガード
通称「ネイト」。岡平中出身。地区予選3試合で、1人で1試合30点以上を獲った。
亀田（かめだ）
学年：1年
背番号：10番
岡平中出身。相手をぴったりマークする守備で、「噛みつき亀」とあだ名される。ボールへの執着心が凄まじく、オフェンス重視で知られる岡平中の中では異色の存在であった。試合中、「ぷしゅ、ぷしゅ」と息を吐く。
吉村 ヒロシ（よしむら ひろし）
ヘッドコーチ。

### 藤沢菖蒲高校
藤沢市にある県立高校。
深沼 綾（ふかぬま りょう）
学年：3年
身長：185cm
背番号：4番
ポジション：パワーフォワード
攻守ともチームの要を担うフロアリーダー。正確で堅実、冷静かつクレバーな選手であり、中学時代に何度か対戦した経験のある丸高の常盤曰く「丸高にもクズ高にもいないタイプの選手」。常盤は対戦した中で、彼がフリースローを外すところを見たことがないと語っている。なお、中学時代のポジションはシューティングガードかスモールフォワード。
友利 嵐士（ともり あらし）
学年：3年
背番号：5番
緒方賢と双璧をなす菖蒲高校の実質的エース。昔からディフェンスが苦手。
緒方 賢（おがた けん）
学年：3年
身長：182cm
背番号：6番
ポジション：スモールフォワード
3年間不動のSFで、菖蒲高校のスコアラー。高い身体能力を持つ。
鯨井 亮（くじらい りょう）
学年：3年
身長：194cm
体重：91kg
背番号：8番
ポジション：センター
鋼のような筋肉を持つ。高校入学当初は現在よりも体重が20kg軽く、「ヒョロ」というあだ名を付けられていた。名前の読みが同じ深沼と区別する為に、チームメートからは君付けで呼ばれている。
中田 現（なかた げん）
学年：3年
背番号：10番
緒方や友利の活躍に霞んでいるが、かなりの実力者。県大会2回戦にて空とマッチアップする。口が悪い。
伊藤 結（いとう ゆい）
学年：3年
マネージャー。深沼とは密かに恋仲にある。
千歳 一（ちとせ はじめ）
女性ヘッドコーチ。就任7年目。30代。ケーキが嫌いで、Facebookユーザー。大学時代のあだ名は「破壊王」。

### 妙院高校
海老名地区代表。元々守備重視のチームだったが、今井レオの加入で更に全国レベルの攻撃力を獲得。加えて、「伝家の宝刀」と称される臨機応変なマッチアップゾーンディフェンスで、幾多の高校を沈めてきた。展開が早く正確性があり、他校の選手には「ディフェンスからゴールまでが芸術」と評されている。1年生だけで40名以上の部員を擁する大所帯。選手層が厚くスタメンとベンチメンバーの実力はさほど変わらない。主力は2年生だが、ベンチには3年生の実力者が控えている。3回戦の相手となることが決まったクズ高メンバーを真っ先に労って、互いの健闘を称える言葉をかけ、安原に「なんかいい奴らだな」、鍋島に「やっぱ上位来ると品があるな」と感心されていた。
逸見 友親（いつみ ともちか）
学年：3年
身長：188cm
体重：81kg
背番号：4番
ポジション：パワーフォワード
主将。神奈川選抜選手。百春には「地味な顔してくえねぇ奴」と評されている。クズ高戦では、百春と張り合う高いリバウンド力を発揮。リバウンドが取られやすいという弱点があるゾーンディフェンスにおいてディフェンスは高さだけではないと示し、観戦していた関係者を「統括しているあの4番は大したものだね」と感心させた。
尾崎 一穂（おざき かずほ）
学年：3年
身長：174cm
体重：64kg
背番号：5番
ポジション：シューティングガード
一葉の兄。妙院高校のスコアラー。
尾崎 一葉（おざき いちよう）
学年：2年
身長：196cm
体重：84kg
背番号：15番
ポジション：センター
一穂の弟。1年生の時からスタメンを張る実力者。パワープレイよりも技巧派、距離のあるフックシュートを得意とする。得点こそフォワード陣に劣るが、チーム1のシュート成功率を誇る。どのチームの選手よりも茂吉と近い特徴を持つセンターで、九頭高戦で最初のフックシュートを決めた際は、五月と七尾に「一瞬モキチ君が打ったのかと（思った）」と驚かれていた。甘いものが好きで、好物はいちごパフェ。
原田 知夫（はらだ ともお）
学年：2年
身長：168cm
体重：70kg
背番号：13番
ポジション：ポイントガード
肥満体ながら動きは機敏。
荻野 瞬（おぎの しゅん）
学年：2年
身長：176cm
体重：65kg
背番号：10番
ポジション：スモールフォワード
クズ高戦でマッチアップした夏目は初対面で「匂いがする」と彼が実力者であることを感じ取っていた。
今井 レオ（いまい れお）
学年：1年
身長：168cm
体重：61kg
背番号：21番
ポジション：シューティングガード
主にシックスマンとして出場。ストップ&ジャンプを得意とする低身長のアウトサイドプレイヤー。彼の投入は攻撃力の増加にとどまらず、その運動能力の高さからマッチアップゾーンDFの要であるスリーマンの役割を果たす。クズ高戦では第1クォーターで一穂と交代で出場、コートに入った瞬間に空気を変える存在感を示す。
クズ高の五十嵐は、中学時代の県大会でトーナメントブロックが違ったため、実際にプレーを見ていないが、今井の存在は認識していた。曰く北辰高校に進学した岡平中出身メンバーより知名度は低いが、個人としての実力は彼らよりよく知られており、「1試合平均50得点」という噂が流れていたほどだった。横浜大栄の酒巻は、3回戦の前に智久に「（今井は）うちが獲ろうとしていた」と明かしている。
道端にいる野良猫やハトを追いかけてチームメイト逸れたり、対戦相手となるチームを挑発するなど言動は自由奔放。そのフォローは毎回上級生が行っており、夏目に「ドコも1年のお守りは大変なんじゃの」と同情されていた。甘いもの好き。
錦戸 達哉（にしきど たつや）
監督。愛称は「ニッキー」。十数校の高校を全国大会に導き、7度の優勝経験を持つバスケ界の重鎮。試合中はふがいないプレーをした選手に対して迫力のある怒声を飛ばす。

### その他の登場人物
車谷 由夏（くるまたに ゆか）
声 - 遠藤綾
空の母親。身長159cm。元・女子バスケ日本代表プレーヤー。現役時代のポジションはシューティングガード。初めてもらったユニフォームは空と同じ15番だった。病気で入院しており、生前に空の試合を観戦後、家族の見守るなかで息を引きとった。結婚する前の苗字は「堀江」。過去に鷹山にバスケを教えたことがある。
堀江 ヨネ（ほりえ よね）
声 - 片貝薫
由夏の母親で空の祖母である。老人とは思えないほど元気で、毎日、理髪店を一人で経営している。
過去に一度、薮内 円の髪を切ったことがあるが、前髪を切りすぎて失敗した（本人は気にしていない）。しかし料金はしっかり貰った（円へのお礼のつもりだったが、忘れていた）。トビの髪型をコーン・ロウにしたりもできる。空の髪も切る。通称「ゴッドハンド・ヨネ」。円を雨宿りさせたりトビを気に掛けて食事を振るまったり優しい一面もある。神出鬼没なので、みんながびっくりするときがある。
夏目 樹里（なつめ じゅり）
声 - 田中真奈美
健二の妹。兄の試合について「一年目でインターハイ行けるほど人生甘くないワ」と言い、その辺に関しては兄より大人。兄と同じ癖をもつ。
藤原（ふじわら）
サッカー部。安原らに影響されサッカーを真剣に取り組もうとしている。練習試合の大栄戦のとき、もう1人のサッカー部員とモップ掛けをした。
秋吉（あきよし）
声 - 峯田茉優
峯田の初恋の女の子。しかし茂吉のことが好きだった。
実は里美高校に通っているがバスケはとある理由でやめてしまったらしい。
唐沢（からさわ）
声 - 内匠靖明
城南大学バスケ部主将。百春らの謹慎期間中から練習試合の大栄戦直前まで各大学のエースを1on1で破るといった道場破りをしていたトビと勝負をする。オフェンス力は未知数だがトビに一度も抜かれることがなく、得点も最終日の一本しか許さないなどトビを圧倒した。トビが靭帯を痛めたときにも病院まで付き添ったり、気に留めていた等の優しい一面を見せる。高校の時に全国大会に出た経験がある。
馬場園 薫（ばばぞの かおる）
清修大学ヘッドコーチ。
智久の昔の馴染み、年齢は智久の10個下とのこと。
小南 真琴（こみなみ まこと）
小南 晴生とは双子の兄妹。
基本的に晴生の監視のような役割であった。晴生がバスケ部に入部しようとしていたのを阻止したり、入部を最後まで反対していた。
空にはなにかと食って掛かることが多い。
芳幸 愛（よしゆき あい）
病院帰りに倒れた茂吉を家まで送り届けたことがある。身長170cm。
藪内 角（やぶうち すみ）
声 - 藤井ゆきよ
由夏が入院している病院の看護婦。円の姉。

## その他
- 作者は井上雄彦の漫画『SLAM DUNK』のファンであることを明言しており、他誌であるにもかかわらず作中に登場人物の1人がバスケを始めるきっかけとなった漫画として登場させている（井上雄彦はこれを快く承諾し、日向はそのシーンのペン入れの際、緊張で腕が震えたと巻末コメントで明かしている）。
- 第9話の原稿を編集部に送った際に、丸高のユニフォームの縦じまを作者が書き忘れていたことに気付いた。電話で担当者に書き足すように頼んだが、「怖いから嫌だ」と断られ、困っていたところ、その場にいた綾峰欄人が書き足した[9]。

## 書誌情報

### 漫画本編
| #  | タイトル       | タイトル               |
| #  | 日本語発売日   | 日本語ISBN             |
| -- | -------------- | ---------------------- |
| 01 | 2004年5月17日  | ISBN 4-06-363374-8     |
| 02 | 2004年6月17日  | ISBN 4-06-363383-7     |
| 03 | 2004年8月17日  | ISBN 4-06-363421-3     |
| 04 | 2004年11月17日 | ISBN 4-06-363455-8     |
| 05 | 2005年1月17日  | ISBN 4-06-363475-2     |
| 06 | 2005年3月17日  | ISBN 4-06-363506-6     |
| 07 | 2005年5月17日  | ISBN 4-06-363531-7     |
| 08 | 2005年8月17日  | ISBN 4-06-363567-8     |
| 09 | 2005年10月17日 | ISBN 4-06-363588-0     |
| 10 | 2006年1月17日  | ISBN 4-06-363615-1     |
| 11 | 2006年4月17日  | ISBN 4-06-363642-9     |
| 12 | 2006年6月16日  | ISBN 4-06-363680-1     |
| 13 | 2006年9月15日  | ISBN 4-06-363720-4     |
| 14 | 2006年12月15日 | ISBN 4-06-363746-8     |
| 15 | 2007年3月16日  | ISBN 978-4-06-363804-2 |
| 16 | 2007年6月15日  | ISBN 978-4-06-363839-4 |
| 17 | 2007年9月14日  | ISBN 978-4-06-363884-4 |
| 18 | 2007年12月17日 | ISBN 978-4-06-363925-4 |
| 19 | 2008年3月17日  | ISBN 978-4-06-363961-2 |
| 20 | 2008年6月17日  | ISBN 978-4-06-363997-1 |
| 21 | 2008年9月17日  | ISBN 978-4-06-384037-7 |
| 22 | 2008年12月17日 | ISBN 978-4-06-384037-7 |
| 23 | 2009年3月17日  | ISBN 978-4-06-384110-7 |
| 24 | 2009年6月17日  | ISBN 978-4-06-384145-9 |
| 25 | 2009年9月17日  | ISBN 978-4-06-384184-8 |
| 26 | 2010年2月17日  | ISBN 978-4-06-384221-0 |
| 27 | 2010年4月16日  | ISBN 978-4-06-384294-4 |
| 28 | 2010年7月16日  | ISBN 978-4-06-384326-2 |
| 29 | 2010年10月15日 | ISBN 978-4-06-384377-4 |
| 30 | 2011年2月17日  | ISBN 978-4-06-384440-5 |
| 31 | 2011年4月15日  | ISBN 978-4-06-384482-5 |
| 32 | 2011年7月15日  | ISBN 978-4-06-384517-4 |
| 33 | 2011年10月17日 | ISBN 978-4-06-384562-4 |
| 34 | 2012年2月17日  | ISBN 978-4-06-384627-0 |

35巻から単行本に副題がつくようになった。
同時に表紙に絵を描かない、タイトル・著者名・巻数・副題のみが記された、漫画の単行本としては異例のデザインに移行したが、これは作者の「漫画は内容だけで売れるんだって事を証明したかった」「ミスチルに対する憧れも大さじ3杯ほど」といった意向による。
| #  | タイトル                             | タイトル                             |
| #  | 発売日                               | ISBN                                 |
| -- | ------------------------------------ | ------------------------------------ |
| 35 | GO                                   | GO                                   |
| 35 | 2012年9月14日                        | ISBN 978-4-06-384671-3               |
| 36 | GO&INTERMISION（GO BACK MY PAGE）    | GO&INTERMISION（GO BACK MY PAGE）    |
| 36 | 2012年10月17日                       | ISBN 978-4-06-384718-5               |
| 37 | GO&INTERMISION（CRYING MONSTER）     | GO&INTERMISION（CRYING MONSTER）     |
| 37 | 2013年3月15日                        | ISBN 978-4-06-384809-0               |
| 38 | GO（FINAL）                          | GO（FINAL）                          |
| 38 | 2013年7月17日                        | ISBN 978-4-06-384844-1               |
| 39 | EARLY LAST DAYS                      | EARLY LAST DAYS                      |
| 39 | 2014年12月17日                       | ISBN 978-4-06-394962-9               |
| 40 | LOST AND FOUND                       | LOST AND FOUND                       |
| 40 | 2015年3月17日                        | ISBN 978-4-06-395380-0               |
| 41 | AROUND THE ROUND（REFINE）           | AROUND THE ROUND（REFINE）           |
| 41 | 2015年9月17日                        | ISBN 978-4-06395499-9                |
| 42 | RAINDROP NARROW DOWN（the first）    | RAINDROP NARROW DOWN（the first）    |
| 42 | 2015年11月17日                       | ISBN 978-4-06-395571-2               |
| 43 | RAINDROP NARROW DOWN（the second）   | RAINDROP NARROW DOWN（the second）   |
| 43 | 2016年2月17日                        | ISBN 978-4-06-395633-7               |
| 44 | STOMPIMG BIRDS HIGHFLY               | STOMPIMG BIRDS HIGHFLY               |
| 44 | 2016年6月17日                        | ISBN 978-4-06-395695-5               |
| 45 | BIGTIME CHANGES（THE GREEN）         | BIGTIME CHANGES（THE GREEN）         |
| 45 | 2016年8月17日                        | ISBN 978-4-06-395771-6               |
| 46 | PAST AND TOMORROW                    | PAST AND TOMORROW                    |
| 46 | 2016年12月16日                       | ISBN 978-4-06-395813-3               |
| 47 | 振り向かない君と、太陽を追う矛盾     | 振り向かない君と、太陽を追う矛盾     |
| 47 | 2017年3月17日                        | ISBN 978-4-06-395926-0               |
| 48 | BURNOUT DUPLICATE（BIGTIME CHANGES） | BURNOUT DUPLICATE（BIGTIME CHANGES） |
| 48 | 2017年8月17日                        | ISBN 978-4-06-510000-4               |
| 49 | SPLIT THE DIRECTION                  | SPLIT THE DIRECTION                  |
| 49 | 2018年3月16日                        | ISBN 978-4-06-511333-2               |
| 50 | FUTURE IS NOW                        | FUTURE IS NOW                        |
| 50 | 2018年11月16日                       | ISBN 978-4-06-512838-1               |

51巻から単行本に【あひるの空 THE DAY】としてがつくようになった。
| #  | タイトル                  | タイトル                  |
| #  | 発売日                    | ISBN                      |
| -- | ------------------------- | ------------------------- |
| 51 | あひるの空 THE DAY Part 1 | あひるの空 THE DAY Part 1 |
| 51 | 2019年6月17日             | ISBN 978-4-06-516068-8    |

### その他
- あひるの空 BEST SELECTION+  2012年3月16日発売[62] ISBN 978-4-06-384651-5

## 電子書籍
講談社は2015年1月5日から、刊行する全てのコミック誌の電子書籍化に乗り出し、単行本の電子書籍化にも踏み切ったが、『あひるの空』は作者の「作り手が"本"になることを想定して描いている以上、読者に届く形態はやはり"本"であってほしい」という要望から、最初は配信を行っていたが、それ以降はほぼ全ての単行本の電子書籍化を断っていた。しかし、現在は作者曰く「会社の圧力」により配信が再開されている。

## テレビアニメ
2019年10月から2020年9月までテレビ東京系列ほかにて4クールで放送された。本編終了後には川崎ブレイブサンダースの所属選手による「バスケットボール講座」を放送。各話放送後にはTwitterのアニメ公式アカウントにて未公開部分を含めたロングバージョンが公開されている。
映像化に関しては発表以前にも2度打診があったが、そのどちらも脚本の内容が「空がNBAの舞台へ行く」というもので、物語の意図が理解されていないとして、2度とも断っている。作者によれば、1度目の依頼のときは「テーマと違う」と思い断ったが、2度目の依頼があったときは単行本の巻数をそこそこ重ねたときであったため、「まだ解かって貰えていない」というショックの方が大きかったという。なお、内容はほぼ原作どおりだが、夕方に放送される都合上、下ネタや教育上悪影響を及ぼすと思われる描写はカットされている。
2020年4月改編で、テレビ東京系列では『ソレダメ!〜あなたの常識は非常識!?〜』の30分繰り上げ・拡大に伴い、放送時間を水曜18:25 - 18:55枠から30分繰り上げの水曜17:55 - 18:25枠に変更された。変更前の同年3月25日、千本木彩花、八代拓、堀井茶渡、竹本英史のスタジオ進行および梶裕貴、谷山紀章、宮野真守のVTRによる『あひるの空 前半戦プレイバック』を放送。

### スタッフ
- 原作 - 日向武史[73]
- 総監督 - 草川啓造[73]
- 監督 - 玉木慎吾[73]
- シリーズ構成 - 雑破業[73]
- キャラクターデザイン - 本多美乃[73]
- アクションディレクター - 前田恭佑
- プロップデザイン - 槙田路子[6]
- バッシュデザイン - 福島秀機
- 美術監督 - 高橋麻穂[6]
- 色彩設計 - 砂子美幸[6]
- 撮影監督 - 大竹洋子[6]
- 編集 - 小島俊彦[6]
- 音響監督 - 明田川仁[6]
- 音響効果 - 小山恭正
- 音楽 - 堤博明[6]
- 音楽制作 - キングレコード[6]
- チーフプロデューサー - 鈴木廉太、古川慎、篠田里奈→松本拓也
- プロデューサー - 梅津智史
- アニメーションプロデューサー - 川人憲治郎
- アニメーション制作 - ディオメディア[73]
- 製作 - テレビ東京、「あひるの空」製作委員会[6]

### 主題歌

#### オープニングテーマ
「Happy Go Ducky!」
the pillowsによる第1クールのオープニングテーマ。作詞・作曲は山中さわお、編曲はthe pillows。
「ネバーマインド」
flumpoolによる第2クールのオープニングテーマ。作詞は山村隆太、作曲は阪井一生、編曲は百田留衣。
「ハミングバード」
BLUE ENCOUNTによる第3クールのオープニングテーマ。作詞・作曲は田邊駿一、編曲はBLUE ENCOUNT。
「Rebirth」
ACIDMANによる第4クールのオープニングテーマ。作詞・作曲は大木伸夫。

#### エンディングテーマ
「ツバサ」
sajiによる第1クールのエンディングテーマ。作詞・作曲はヨシダタクミ、編曲はアオヤマイクミ。
「Over」
内田雄馬による第2クールのエンディングテーマ。作詞はSHOW、作曲はSHOWとMitsu.J、編曲はMitsu.J。
「光射す方へ」
宮野真守による第3クールのエンディングテーマ。作詞は宮野真守、作曲・編曲はJin Nakamura。
「太陽ランナー」
阪本奨悟による第4クールのエンディングテーマ。作詞・編曲は阪本奨悟、編曲は奈良悠樹。

#### 挿入歌
「明日の空へ」
sajiによる第33話挿入歌。作詞・作曲ヨシダタクミ、編曲はsajiと菊谷知樹
「TRIP DANCER」
the pillowsによる第33話挿入歌。作詞・作曲は山中さわお

### 各話リスト
| 話数   | サブタイトル               | 脚本     | 絵コンテ          | 演出            | 作画監督                                                                                                 | 総作画監督                            | 初放送日       |
| ------ | -------------------------- | -------- | ----------------- | --------------- | --- | ------------------------------------- | -------------- |
| 第1話  | みにくいあひるの子         | 雑破業   | 玉木慎吾          | 玉木慎吾        | 本多美乃 松本麻友子                                                                                      | 本多美乃                              | 2019年 10月2日 |
| 第2話  | 才能のない少年達           | 雑破業   | 玉木慎吾          | 布施康之        | Kim Bongdeok Park Changhwan Cho Yongju                                                                   | 本多美乃                              | 10月9日        |
| 第3話  | 百春の翼                   | 雑破業   | 草川啓造          | 草川啓造        | 松本麻友子 井出直美 石川雅一 小野ひろみ 小澤円 Synod                                                     | 本多美乃                              | 10月16日       |
| 第4話  | 初めての飛翔               | 雑破業   | 玉木慎吾          | 寒竹清隆        | Zang youshick                                                                                            | 本多美乃 松本麻友子 井出直美 石川雅一 | 10月23日       |
| 第5話  | 折れた翼                   | 雑破業   | 玉木慎吾          | 布施康之        | Park Changhwan Hong Yumi Lee Jiwon                                                                       | 本多美乃 松本麻友子 井出直美 石川雅一 | 10月30日       |
| 第6話  | 今しかねえ                 | 雑破業   | 草川啓造          | 加藤大志        | 小澤円 石橋友紀恵 細田沙織 寒川歩 陣内美帆 西川真人 石川雅一                                             | 本多美乃 松本麻友子 井出直美          | 11月6日        |
| 第7話  | 迷惑な一年坊               | 雑破業   | 佐々木こうじ      | Han Younghoon   | 松本麻友子 井出直美 石川雅一 Kim Myoungsim Park Changhwan                                                | 本多美乃                              | 11月13日       |
| 第8話  | アヒルとトビ               | 山下憲一 | 中原れい          | 小坂春女        | 本田辰雄 Synod                                                                                           | 本多美乃 松本麻友子 井出直美 石川雅一 | 11月20日       |
| 第9話  | 鳶とボールと仲間の痛み     | 久尾歩   | 本宮茂            | 布施康之        | 槙田路子 Park Changhwan Hong Yumi Ahn Seok                                                               | 本多美乃 松本麻友子 井出直美 石川雅一 | 11月27日       |
| 第10話 | マネージャー               | 山下憲一 | 板村智幸          | 小森ユウ        | Synod | 本多美乃 松本麻友子 井出直美 石川雅一 | 12月4日        |
| 第11話 | 男の意地と女のプライド     | 山下憲一 | おおぐろてん      | 徐恵眞          | 本田辰雄 Synod                                                                                           | 本多美乃 松本麻友子 井出直美 石川雅一 | 12月11日       |
| 第12話 | TEAM                       | 久尾歩   | 中原れい          | 木暮理          | Kim Myoungsim Park Changhwan                                                                             | 松本麻友子 井出直美 石川雅一          | 12月18日       |
| 第13話 | 温度の違い                 | 雑破業   | 板村智幸          | 加門亮          | 本田辰雄 Synod                                                                                           | 本多美乃 松本麻友子 井出直美 石川雅一 | 12月25日       |
| 第14話 | 勝利に向かって             | 山下憲一 | もりたけし        | 布施康之        | Park Changhwan Kim Jinyeong                                                                              | 本多美乃 松本麻友子 井出直美 石川雅一 | 2020年 1月8日  |
| 第15話 | 男の心意気                 | 久尾歩   | 所俊克            | 山本陽介        | 本田辰雄 槙田路子 大村将司 Mubon Hyeong Jun Jeon Hyun Jin Kim Ji Eun                                     | 本多美乃 松本麻友子 井出直美 石川雅一 | 1月15日        |
| 第16話 | 最高の始まりと最悪の始まり | 雑破業   | 本宮茂            | 韓永勲          | Song Jinyoung Kim Giyeop Park Changhwan                                                                  | 本多美乃 松本麻友子 井出直美 石川雅一 | 1月22日        |
| 第17話 | バーサス                   | 山下憲一 | 大関雅幸          | 木暮理          | 本田辰雄 大村将司 Mubon Hyeong Jun Jeon Hyun Jin Kim Ji Eun Song hyeon joo                               | 本多美乃 松本麻友子 井出直美 石川雅一 | 1月29日        |
| 第18話 | 今・・・・。               | 久尾歩   | 板村智幸          | 加門亮          | Song hyeon joo Jeon du hwan kim gwan sik Knag dae ryong                                                  | 本多美乃 松本麻友子 井出直美 石川雅一 | 2月5日         |
| 第19話 | 誰よりも高く               | 雑破業   | もりたけし        | 江藤健一        | 本田辰雄 槙田路子 大村将司 Synod                                                                         | 本多美乃 松本麻友子 井出直美 石川雅一 | 2月12日        |
| 第20話 | ラストプレイ               | 山下憲一 | 吉田泰三          | 布施康之 韓永勲 | Park Changhwan Song Jinyoung Park Sangwon Park Jaeuk                                                     | 本多美乃 松本麻友子 井出直美 石川雅一 | 2月19日        |
| 第21話 | 涙                         | 久尾歩   | 井畑翔太          | 小森ユウ        | Mubon Hyeong Jun Jeon Hyun Jin Kim Ji Eun Kim gwan sik Song hyeon joo                                    | 本多美乃 松本麻友子 井出直美 石川雅一 | 2月26日        |
| 第22話 | ラストピース               | 久尾歩   | 青山弘            | 木暮理          | 槙田路子 本田辰雄 大村将司 Mubon Hyeong Jun Jeon Hyun Jin Kim Ji Eun Synod MICO                          | 本多美乃 松本麻友子 井出直美 石川雅一 | 3月4日         |
| 第23話 | 月とリング                 | 山下憲一 | 大村将司          | 布施康之 韓永勲 | 槙田路子 Kim Bongdeok Park Changhwan Cho Yongju                                                          | 本多美乃 松本麻友子 井出直美 石川雅一 | 3月11日        |
| 第24話 | 光                         | 久尾歩   | 板村智幸          | 加門亮          | Mubon Hyeong Jun Jeon Hyun Jin Kim Ji Eun Kim gwan sik Lim soo gyeong                                    | 本多美乃 松本麻友子 井出直美 石川雅一 | 3月18日        |
| 第25話 | 埋もれた才能               | 久尾歩   | もりたけし        | 小森ユウ        | 槙田路子 本田辰雄 大村将司 Mubon Hyeong Jun Jeon Hyun Jin Kim Ji Eun Jang Min Ho                         | 本多美乃 松本麻友子 井出直美 石川雅一 | 4月1日         |
| 第26話 | RUSH AND RUSH              | 山下憲一 | 石山タカ明        | 布施康之 韓永勲 | Hwang Yeongsik Park Changhwan                                                                            | 本多美乃 松本麻友子 井出直美 石川雅一 | 4月8日         |
| 第27話 | THE HARD PLAY              | 雑破業   | 竹内光子 吉川浩司 | 木暮理          | 槙田路子 Mubon Hyeong Jun Jeon Hyun Jin Kim Ji Eun Lim soo gyeong                                        | 本多美乃 松本麻友子 井出直美 石川雅一 | 4月15日        |
| 第28話 | 誓い                       | 小山真   | もりたけし        | 江藤健一        | Mubon Hyeong Jun Jeon Hyun Jin Kim Ji Eun Jang Min Ho 寿門堂 大村将司                                    | 本多美乃 松本麻友子 井出直美 石川雅一 | 4月22日        |
| 第29話 | キズナ                     | 徳永卓司 | まついひとゆき    | 布施康之 韓永勲 | 槙田路子 Park Changhwan Song Jinyoung Kim Giyeop                                                         | 本多美乃 松本麻友子 井出直美 石川雅一 | 4月29日        |
| 第30話 | 存在意義                   | 久尾歩   | 石山タカ明        | 加門亮          | 槙田路子 本田辰雄 大村将司 Mubon Hyeong Jun Jeon Hyun Jin Kim Ji Eun Lim soo gyeong                      | 本多美乃 松本麻友子 井出直美 石川雅一 | 5月6日         |
| 第31話 | 守るべきもの               | 山下憲一 | 石平信司          | 小森ユウ        | Mubon Hyeong Jun Jeon Hyun Jin Kim Ji Eun Jang Min Ho                                                    | 本多美乃 松本麻友子 井出直美 石川雅一 | 5月13日        |
| 第32話 | TIME LIMIT                 | 雑破業   | もりたけし        | 布施康之 韓永勲 | Park Changhwan Song Jinyoung Kim Jongbeom Kim Giyeop                                                     | 本多美乃 松本麻友子 井出直美 石川雅一 | 5月20日        |
| 第33話 | LIFE                       | 雑破業   | 青山弘            | 木暮理          | 槙田路子 Mubon Hyeong Jun Jeon Hyun Jin Kim Ji Eun Lim soo gyeong Kim Kwan sik                           | 本多美乃 松本麻友子 井出直美 石川雅一 | 5月27日        |
| 第34話 | 光跡                       | 山下憲一 | 神谷望夢          | 江藤健一        | 本田辰雄 大村将司 Mubon Hyeong Jun Jeon Hyun Jin Kim Ji Eun Jang Min Ho 寿門堂                           | 本多美乃 松本麻友子 井出直美 石川雅一 | 6月3日         |
| 第35話 | STAND                      | 小山真   | 中原れい          | 韓永勲 城戸誠   | Park Changhwan Kim Jongbum Kim Giyeop Song Jinyoung Ahn Seok                                             | 本多美乃 松本麻友子 井出直美 石川雅一 | 6月10日        |
| 第36話 | KIDS ARE ALLRIGHT          | 徳永卓司 | 玉川真人          | 加門亮          | Mubon Hyeong Jun Jeon Hyun Jin Kim Ji Eun Lim soo gyeong mico 槙田路子 大村将司                          | 本多美乃 松本麻友子 井出直美 石川雅一 | 6月17日        |
| 第37話 | TENDER                     | 久尾歩   | 飯田崇            | 小森ユウ        | 槙田路子 大村将司 本田辰雄 Mubon Hyeong Jun Jeon Hyun Jin 寿門堂                                         | 本多美乃 松本麻友子 井出直美 石川雅一 | 7月1日         |
| 第38話 | ピアス                     | 山下憲一 | もりたけし        | 韓永勲 城戸誠   | Park Changhwan Song Jinyoung Kim Jongbeom Kim Giyeop                                                     | 本多美乃 松本麻友子 井出直美 石川雅一 | 7月8日         |
| 第39話 | FIGHT FOR ROCK FOR LIFE    | 小山真   | 竹内光            | 木暮理          | Mubon Hyeong Jun Jeon Hyun Jin Lim soo gyeong Kim gwan sik Bak yeon ju                                   | 本多美乃 松本麻友子 井出直美 石川雅一 | 7月15日        |
| 第40話 | STOP ＆ GO                 | 徳永卓司 | まついひとゆき    | 江藤健一        | 槙田路子 Mubon Hyeong Jun Jeon Hyun Jin 寿門堂                                                           | 本多美乃 松本麻友子 井出直美 石川雅一 | 7月22日        |
| 第41話 | 挑戦者                     | 山下憲一 | 玉川真人          | 韓永勲 城戸誠   | Park Changhwan Song Jinyoung Kim Jongbeom Kim Myeongsim Kim Giyeop                                       | 本多美乃 松本麻友子 井出直美 石川雅一 | 7月29日        |
| 第42話 | 宣戦布告                   | 久尾歩   | もりたけし        | 加門亮          | 槙田路子 本田辰雄 Mubon Hyeong Jun Jeon Hyun Jin Lim soo gyeong Kim gwan sik Lee yeong mi MICO Animation | 本多美乃 松本麻友子 井出直美 石川雅一 | 8月5日         |
| 第43話 | ベストメンバー             | 小山真   | 青山弘            | 小森ユウ        | 槙田路子 本田辰雄 大村将司 Mubon Hyeong Jun Jeon Hyun Jin MICO Animation 寿門堂                          | 本多美乃 松本麻友子 井出直美 石川雅一 | 8月12日        |
| 第44話 | 導火線                     | 徳永卓司 | もりたけし        | 韓永勲 城戸誠   | Park Changhwan Ahn Seok Kim Myeongsim Song Jinyoung                                                      | 本多美乃 松本麻友子 井出直美 石川雅一 | 8月19日        |
| 第45話 | ブレイク                   | 山下憲一 | まついひとゆき    | 木暮理          | Mubon Hyeong Jun Jeon Hyun Jin Lee yeong mi Lim soo gyeong MICO Animation 槙田路子 大村将司              | 本多美乃 松本麻友子 井出直美 石川雅一 | 8月26日        |
| 第46話 | ある証明                   | 久尾歩   | 吉川浩司          | 江藤健一        | 槙田路子 大村将司 本田辰雄 Mubon Hyeong Jun Jeon Hyun Jin Lim soo gyeong Kim gwan sik Bak Yeon ju 寿門堂 | 本多美乃 松本麻友子 井出直美 石川雅一 | 9月2日         |
| 第47話 | 家鴨の空                   | 小山真   | 石平信司          | 草川啓造        | Park Changhwan Ahn Seok                                                                                  | 本多美乃 松本麻友子 井出直美 石川雅一 | 9月9日         |
| 第48話 | ストレイトストーリー       | 徳永卓司 | 中原れい          | 加門亮          | 本田辰雄 大村将司 Mubon Hyeong Jun Jeon Hyun Jin Lee yeong mi Lim soo gyeong MICO Animation              | 本多美乃 松本麻友子 井出直美 石川雅一 | 9月16日        |
| 第49話 | ラスト・ピリオド           | 雑破業   | 清水空翔          | 清水空翔        | - | 清水空翔                              | 9月23日        |
| 第50話 | ブリッジ                   | 雑破業   | 玉木慎吾          | 玉木慎吾        | 槙田路子 本田辰雄 大村将司 Mubon Hyeong Jun Jeon Hyun Jin Park Changhwan                                 | 本多美乃 松本麻友子 井出直美          | 9月30日        |

### 放送局
| 放送期間                                             | 放送時間                                                                | 放送局         | 対象地域       | 備考                                 |
| ---------------------------------------------------- | ----------------------------------------------------------------------- | -------------- | -------------- | ------------------------------------ |
| 2019年10月2日 - 2020年9月30日                        | 水曜 18:25 - 18:55（2020年3月まで） 水曜 17:55 - 18:25（2020年4月以降） | テレビ東京     | 関東広域圏     | 製作局                               |
|                                                      |                                                                         | テレビ北海道   | 北海道         |                                      |
|                                                      |                                                                         | テレビ愛知     | 愛知県         |                                      |
|                                                      |                                                                         | テレビ大阪     | 大阪府         |                                      |
|                                                      |                                                                         | テレビせとうち | 岡山県・香川県 |                                      |
|                                                      |                                                                         | TVQ九州放送    | 福岡県         |                                      |
|                                                      | 水曜 21:00 - 21:30                                                      | AT-X           | 日本全域       | 製作参加 / CS放送 / リピート放送あり |
| 2019年10月3日 - 2020年10月1日                        | 木曜 0:30 - 1:00（水曜深夜）                                            | BSテレ東       | 日本全域       | BS/BS4K放送                          |
| テレビ東京系列（BSテレ東を含む）では字幕放送を実施。 |                                                                         |                |                |                                      |

| 配信開始日     | 配信時間                   | 配信サイト                           |
| -------------- | -------------------------- | ------------------------------------ |
| 2019年10月2日  | 水曜 19:30 更新            | あにてれ バンダイチャンネル          |
| 2019年10月5日  | 土曜 0:00（金曜深夜） 更新 | ビデオパス J:COMオンデマンド milplus |
| 2019年10月9日  | 水曜 18:00 更新            | Netflix dTV Hulu                     |
| 2019年10月10日 | 木曜 18:30 更新            | dアニメストア Paravi                 |

| テレビ東京系列 水曜 18:25 - 18:55 | テレビ東京系列 水曜 18:25 - 18:55 | テレビ東京系列 水曜 18:25 - 18:55                                            |
| 前番組                            | 番組名                            | 次番組                                                                       |
| --------------------------------- | --------------------------------- | ---------------------------------------------------------------------------- |
| 遊☆戯☆王VRAINS                    | あひるの空 【ここまでアニメ枠】   | ソレダメ！〜あなたの常識は非常識!?〜 【ここからバラエティ番組】 【30分拡大】 |
| テレビ東京系列 水曜 17:55 - 18:25 |                                   |                                                                              |
| 七つの大罪 神々の逆鱗             | あひるの空                        | よりぬき銀魂さん ポロリ篇                                                    |

### BD / DVD
| 巻 | 発売日         | 収録話          | 規格品番  |
| -- | -------------- | --------------- | --------- |
| 1  | 2020年2月26日  | 第1話 - 第13話  | DMPXA-082 |
| 2  | 2020年5月27日  | 第14話 - 第24話 | DMPXA-083 |
| 3  | 2020年8月26日  | 第25話 - 第36話 | DMPXA-084 |
| 4  | 2020年11月25日 | 第37話 - 第50話 | DMPXA-085 |

| 巻 | 発売日         | 収録話          | 規格品番  |
| -- | -------------- | --------------- | --------- |
| 1  | 2020年1月29日  | 第1話 - 第2話   | DMPBA-082 |
| 2  | 2020年2月26日  | 第3話 - 第5話   | DMPBA-083 |
| 3  | 2020年2月26日  | 第6話 - 第8話   | DMPBA-084 |
| 4  | 2020年4月29日  | 第9話 - 第11話  | DMPBA-085 |
| 5  | 2020年4月29日  | 第12話 - 第14話 | DMPBA-086 |
| 6  | 2020年5月27日  | 第15話 - 第17話 | DMPBA-087 |
| 7  | 2020年5月27日  | 第18話 - 第20話 | DMPBA-088 |
| 8  | 2020年7月29日  | 第21話 - 第23話 | DMPBA-089 |
| 9  | 2020年7月29日  | 第24話 - 第26話 | DMPBA-090 |
| 10 | 2020年8月26日  | 第27話 - 第29話 | DMPBA-091 |
| 11 | 2020年8月26日  | 第30話 - 第32話 | DMPBA-092 |
| 12 | 2020年9月30日  | 第33話 - 第35話 | DMPBA-093 |
| 13 | 2020年9月30日  | 第36話 - 第38話 | DMPBA-094 |
| 14 | 2020年10月28日 | 第39話 - 第41話 | DMPBA-095 |
| 15 | 2020年10月28日 | 第42話 - 第44話 | DMPBA-096 |
| 16 | 2020年12月23日 | 第45話 - 第47話 | DMPBA-097 |
| 17 | 2020年12月23日 | 第48話 - 第50話 | DMPBA-098 |